# Костел і монастир бернардинів (Львів)
Костел і монастир бернарди́нів у Львові — культовий комплекс ченців Бернардинів (прийнята в Речі Посполитій назва францисканців-обсервантів (Ordo Fratrum Minorum Regularis Observantiae)), зведений в першій половині XVII ст., в стилі італійсько-голландського маньєризму. Початки францисканців пов'язані з діяльністю Франциска Ассізького (1181—1226). До Львова Бернардини вперше прибули в 1460 році на запрошення Андрія Одровонжа, воєводи руського. Історико-архітектурна пам'ятка XVII ст. у Львові на площі Соборній (колишня Бернардинська площа).
Приміщення монастиря нині належить Центральному державному історичному архіву у Львові, а храм святого Андрія Первозваного використовує Українська греко-католицька церква. Парафію при храмі обслуговують священники Василіянського Чину.

## Оборонний монастир

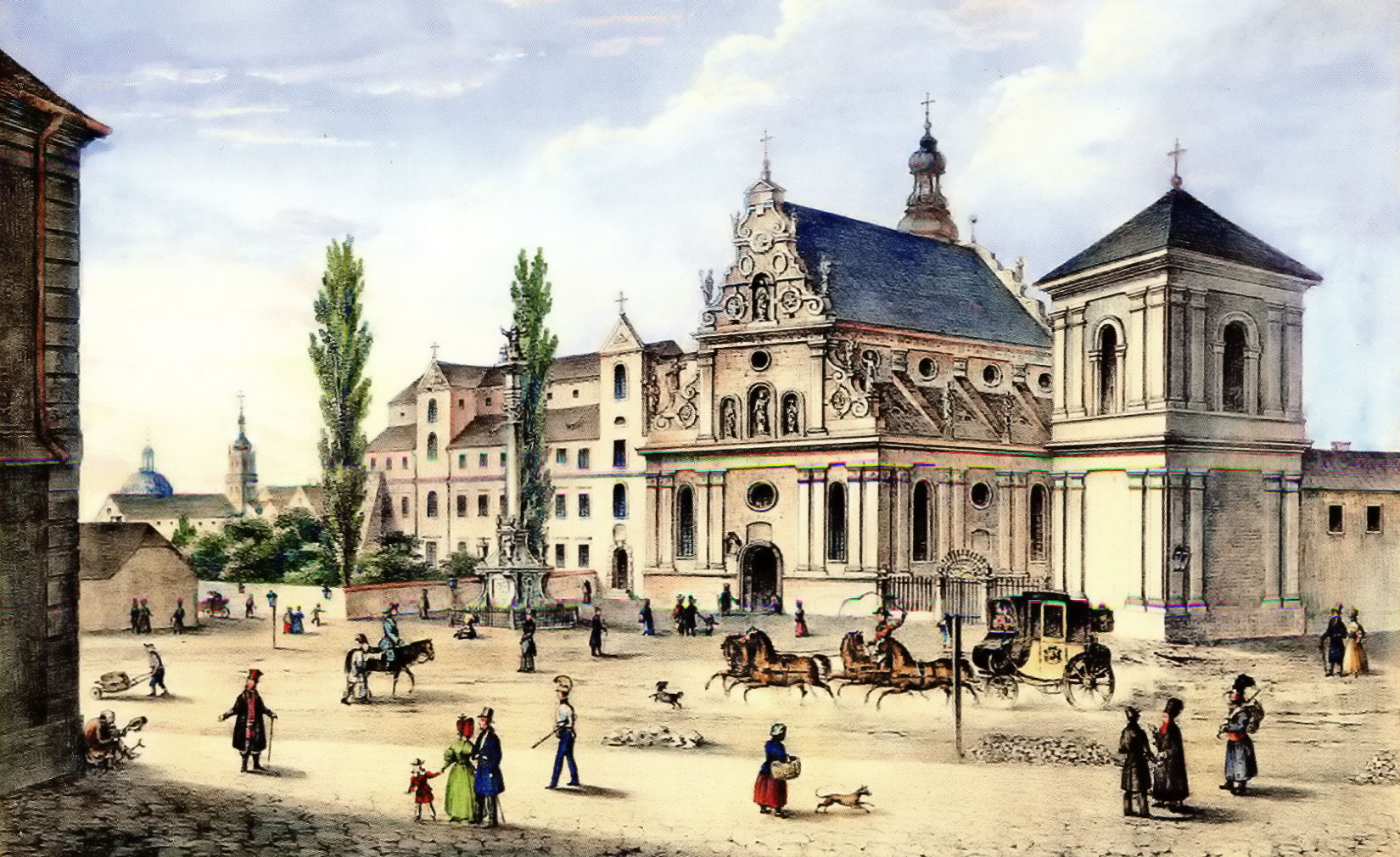
Гравюра комплексу Карла Ауера. 1830—1840-ві роки XIX ст.

Внаслідок входження Галичини до складу Польського королівства, з другої половини XIV ст. на Галичині набуває поширення  католицьких чернечих орденів та розбудова мережі їхніх монастирів. На місці сучасної споруди вже у XV столітті було збудовано дерев'яний монастир. Згадку про перший, дерев'яний, бернардинський храм знаходимо у 1460 році. Гроші на початок будівництва пожертвував львівський староста Андрій Одровонж зі Спрови (виділено земельну ділянку біля Галицької брами, споруджено невеликий дерев'яний монастир з каплицею святого Андрія). В 1464 році, після чуми (вижив один з 5 монахів) міщани спалили дерев'яний монастир з каплицею. 1465 року фундатор А. Одровонж виділив кошти на спорудження значно більших дерев'яних костелу та монастиря. У 1470–1484 рр. в цьому монастирі проживав відомий францисканський чернець Ян з Дуклі.
1511 р. дерев'яний монастир згорів під час облоги Львова молдавським господарем Богданом III Сліпим. Був відбудований 1514 р. пруським муром (тобто фахверкової конструкції) — з дерева і цегли.
У 1601 році розширили земельну ділянку, почали зведення нового монастиря без королівського дозволу. Міська влада протидіяла через розташування монастиря за межами міських укріплень. Король Сигізмунд III Ваза створив спеціальну комісію для розгляду цього питання (зокрема, увійшли Станіслав Жолкевський, львівський латинський архієпископ Ян Димітр Соліковський, львівський староста Єжи Мнішек) — на підставі її висновків в 1603 р. король дозволив будувати з умовою, що монастир матиме власні укріплення, які увійдуть до загальноміської системи оборони. Справу також розглядав королівський інженер Фрідріх Ґеткант. Основні кошти виділили Сиґізмунд III та Єжи Мнішек. Пізніше фінансували будівництво також Станіслав Жолкевський та Ян Замойський.
1600–1630-ті рр. разом із будовою церкви святого Андрія поставали келії монастиря — зводили на північ від церкви, старий дерев'яний храм залишився на півдні. Монастир оточили кам'яними стінами з бійницями і баштою; до них прибудовані господарські будівлі — кузня, стайня та інші. Навколо монастиря колись також знаходилося кладовище (зокрема, 1484 року там було поховано святого Яна з Дуклі). Мурований корпус келій звели впритул до північної стіни храму; має складний план з квадратним клуатром і коридорною системою розпланування. Приміщення перекриті склепіннями; будівля загалом 3-поверхова, з окремими 4-поверховими частинами. В 1600 р. Димітр Соліковський дав кошти для будівництва монастиря, освятив його наріжний камінь.
Монастир бернардинів довгий час був зовнішнім форпостом системи укріплень Львова. Виконувати цю оборонну функцію йому дозволяли власні системи укріплень і, в разі потреби, він захищав фланговим вогнем східні кордони міста. У цій системі міських фортифікацій, до якої він входив, був розташований Галицькою брамою та Королівським бастіоном. На сьогоднішній час зберіглася тільки східна стіна укріплень та Глинянська вежа — з боку Митної площі. У 1618 році у вежі пробили ворота, але з огляду на безпеку міста їх заклали у 1620 р. Відновили прохід тільки у XX столітті.

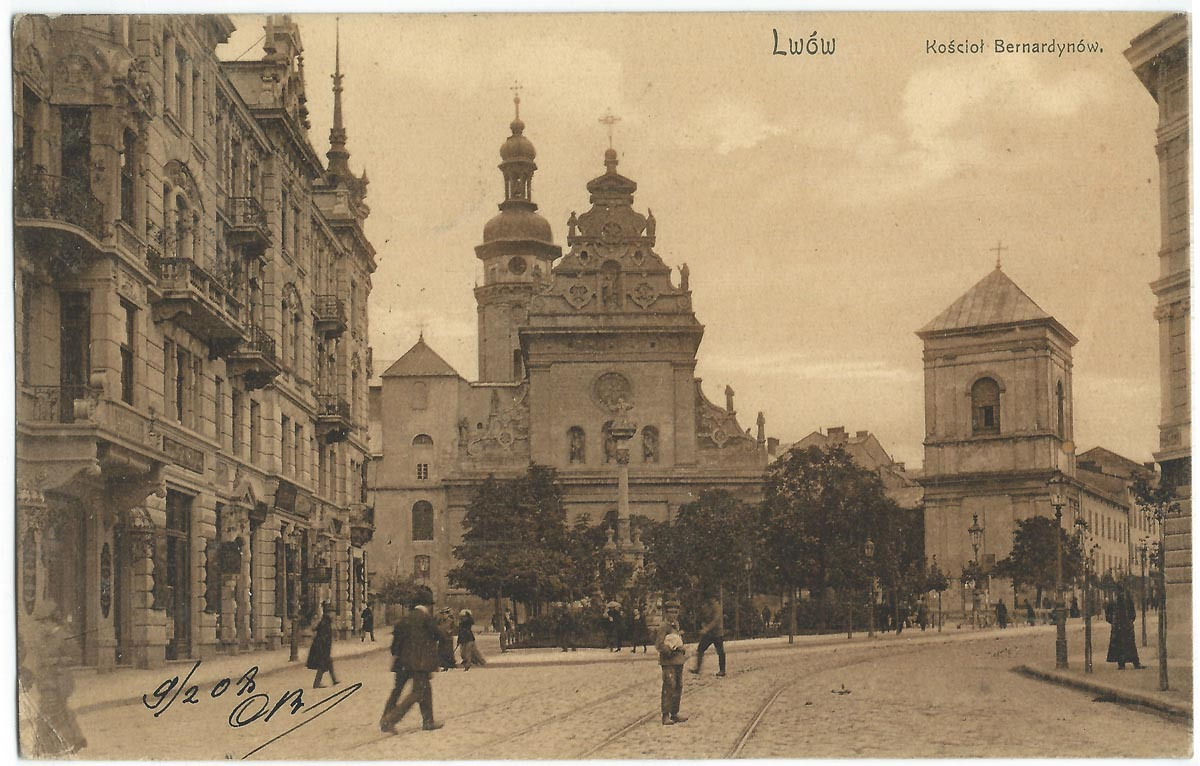
Монастир Бернардинів на листівці 1908 року

Під стінами монастиря з боку вулиці Валової у 2000-х роках виник так званий «Бернарденгарден» — сад бернардинів. У ньому, та на території вулиці, «Музей Ідей» та інші організації проводять мистецькі акції. Найвідомішими заходами є літній «Кінолев» та зимово-весняно-осінній «Львів — столиця ремесел». Сам «Музей ідей» оселився у частині підвалів монастиря, де тепер проводить різноманітні виставки та презентації.
27 грудня 2007 року, у приміщенні однієї з келій знайдено фрески орієнтовно кінця XVII — початку XVIII століть. За висновками фахівців, фрески мають іконографічну та історичну цінність. Сама келія є єдиною відомою на території Західної України келією з розписом. У січні 2008 року розпочалися підготовчі роботи з відновлення фрески. Передбачають кілька етапів робіт — розчищення, реставрацію, консервування і тоді аж експонування розпису.
2012 року проведено міжнародний конкурс проектів реконструкції подвір'я монастиря. На розгляд журі надійшло 160 проектів. Перемогу здобув проект угорських архітекторів Петера Сабо, Єви Дері-Папп, Андраша Газдага, Тамаша Карачоного. Протягом 3-х тижнів проекти експонувалися на площі Ринок, 10.

### Архів

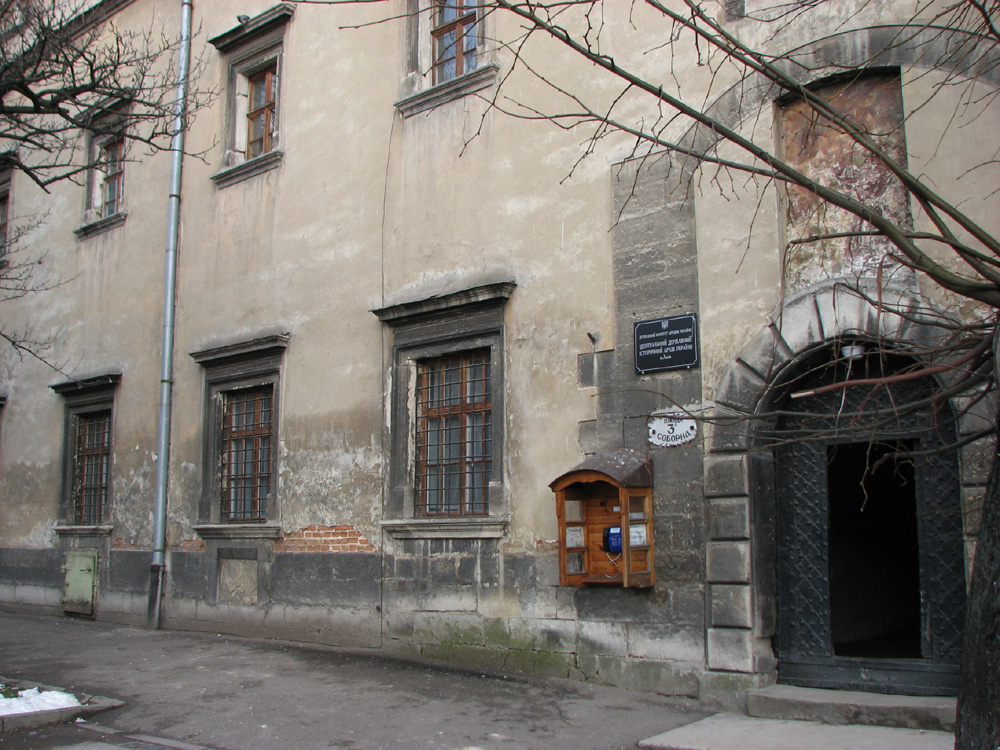
Вхід до архіву та частина споруди

1784 року австрійська влада заснувала у келіях монастиря «Архів гродських і земських актів міста Львова». Архів містить документи періоду Галицько-Волинського князівства, фонди центральних установ і організацій старопольського періоду (XIV–XVII ст.), австро-угорського (1772–1918) та російського (1914–1915) панування в Галичині, Української Народної Республіки і Західноукраїнської Народної Республіки (1917–1918), Польщі міжвоєнного періоду (1918–1939), а також невеликі групи документів радянського періоду (1939—1941) та німецької окупації (1941—1944).
Найдавніші документи архіву представлені колекцією пергаментних грамот 1176–1800 років. Серед цих пергаментних документів — міждержавні угоди (зокрема, Берестейська унія 1596 року), папські булли, привілеї королів, князів, воєвод та старост, які були надані містам, селам, церквам, костелам, монастирям, синагогам і цехам, а також маєткові угоди. У колекції знаходяться й грамоти, що стосуються Франції, Італії, Молдови, Валахії, Німеччини, Угорщини та інших держав — усього тринадцятьма мовами.
Сучасний Центральний державний історичний архів у Львові є одним з найбільших архівів Центрально-Східної Європи та найбільшим в Україні.

## Храм святого Андрія

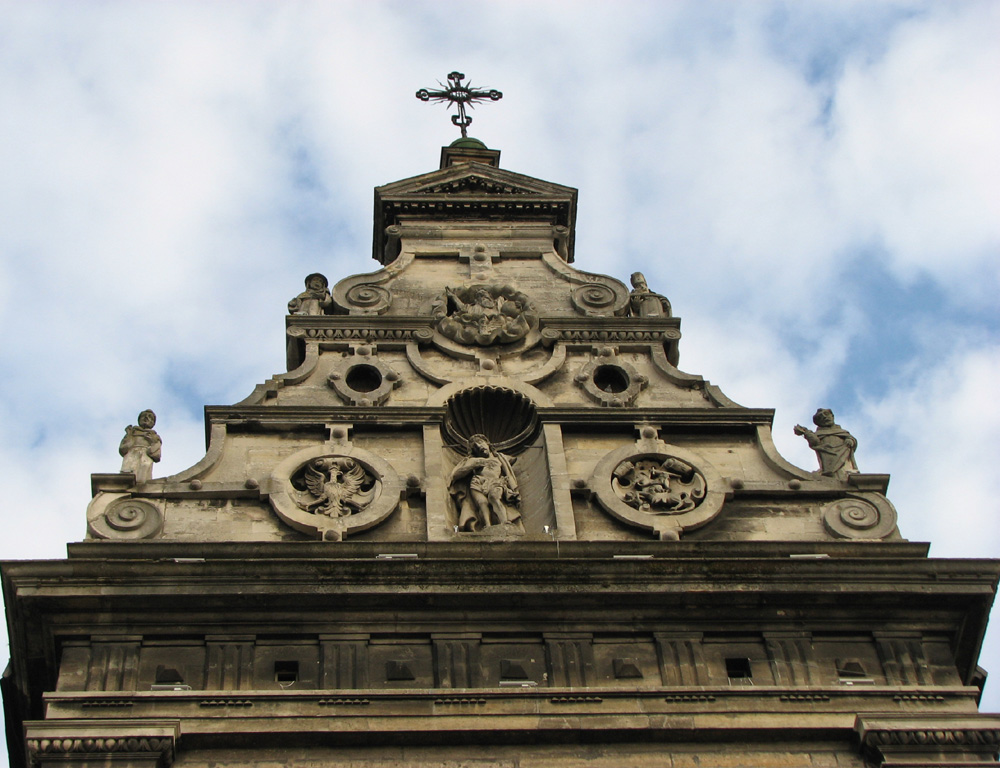
Щит-фронтон костелу

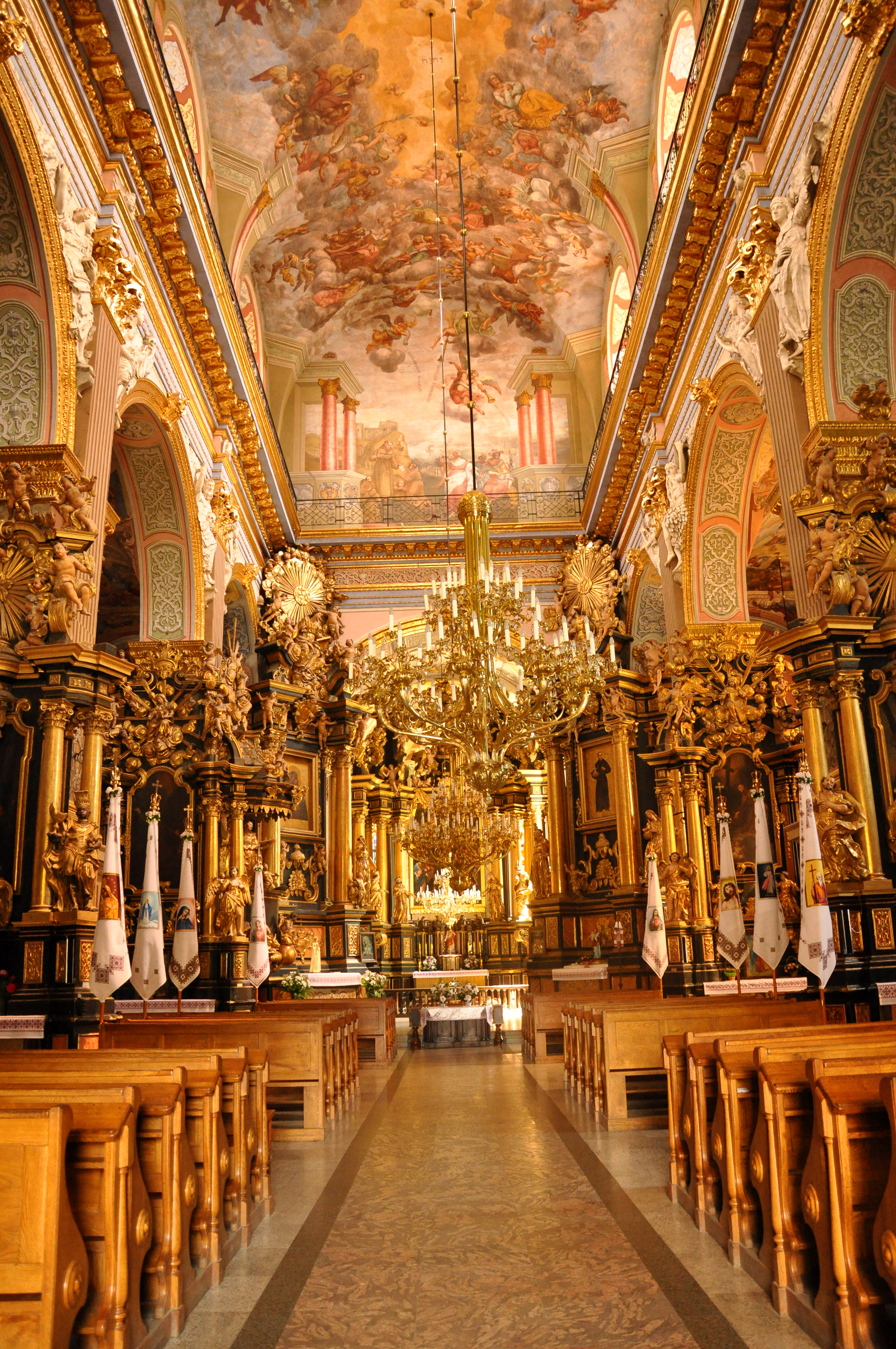
Інтер'єр храму у 2011 році

Храм-базиліку зводили з 1600 (16 вересня 1600 р., не чекаючи дозволу короля, було закладено й освячено наріжний камінь) по 1630-ті роки на місці її дерев'яного та цегляно-дерев'яного попередників з XV ст. традиційним тоді на Русі способом — стару фахверкову церкву не розбирали, ззовні будували нові муровані стіни. Після перекриття нового храму склепіннями старий розібрали, рештки вивезли в 1614 р.).
Автором плану будівництва був монах Бернард Авелідес (Авеллід). Архітектором був італієць Павло Римлянин — на фасаді церкви чітко прослідковується творчий почерк — звичний для нього ренесанс.
Храм споруджено з тесаного каменю (на видобуток цього каменю король Сиґізмунд III видав спеціальний дозвіл у 1602 році) у вигляді тринавової базиліки з видовженими хорами та гранованою апсидою. Довжина храму 57,5 м, а висота 22 м. Головний фасад має два яруси, вирішені різними архітекторами в дещо відмінній стилістиці. Нижній ярус — в традиціях італійського ренесансу, характерного для творчої манери Павла Римлянина. Членування нижнього ярусу фасаду спареними пілястрами чітко виявляє тринавову композицію храму, в суворих і чітких формах вирішено бічні фасади.
З цим контрастують ускладнені обриси й пластика фронтону — горішнього ярусу головного фасаду, виконаного Андреасом Бемером в стилістиці північного німецько-фламандського ренесансу (маньєризму).
Павлу Римлянину не вдалося довести до кінця будівництво — він помер у 1618 році. Кажуть, що польському королеві Сиґізмунду III, який оглядав будівництво, задум Павла Римлянина здався занадто скромним. Тому учень й наступник видатного архітектора швейцарець (або італієць, керував будовою в 1613–1617 рр.) архітектор Амвросій Прихильний будував споруду інакше. Йому належить щит-фронтон ускладненої і вигадливої форми. Саму споруду Амброзій Прихильний будував у стилі німецько-нідерландського маньєризму.
Третій ярус надбудовував Андреас Бемер — вроцлавський скульптор і архітектор; під його керівництвом завершили оздоблення храму в 1630 р. Швидше за все, йому ж належить і 38-метрова вежа церкви. На ній в 1753 році був встановлений годинник з боєм, для котрого майстер Андрій Франк відлив спеціального дзвона. Силует вежі порізаний, складний, характерно бароковий, витончений і дуже гармонійний.

Дзвіницю, що знаходиться обабіч церкви, звели у 1734 році, проте скромність і простота цієї двоповерхової, квадратної у плані споруди з шатровим накриттям, ріднять її із ренесансною архітектурою. Тривалий час на дзвіниці висів дзвін, відлитий у Львові у 1588 році. У 1917 році його перенесли до Музею імені Яна III, чим врятували від переплавки для військових потреб Австро-Угорщини у Першій світовій війні.

Внутрішній інтер'єр храму (вересень 2022)
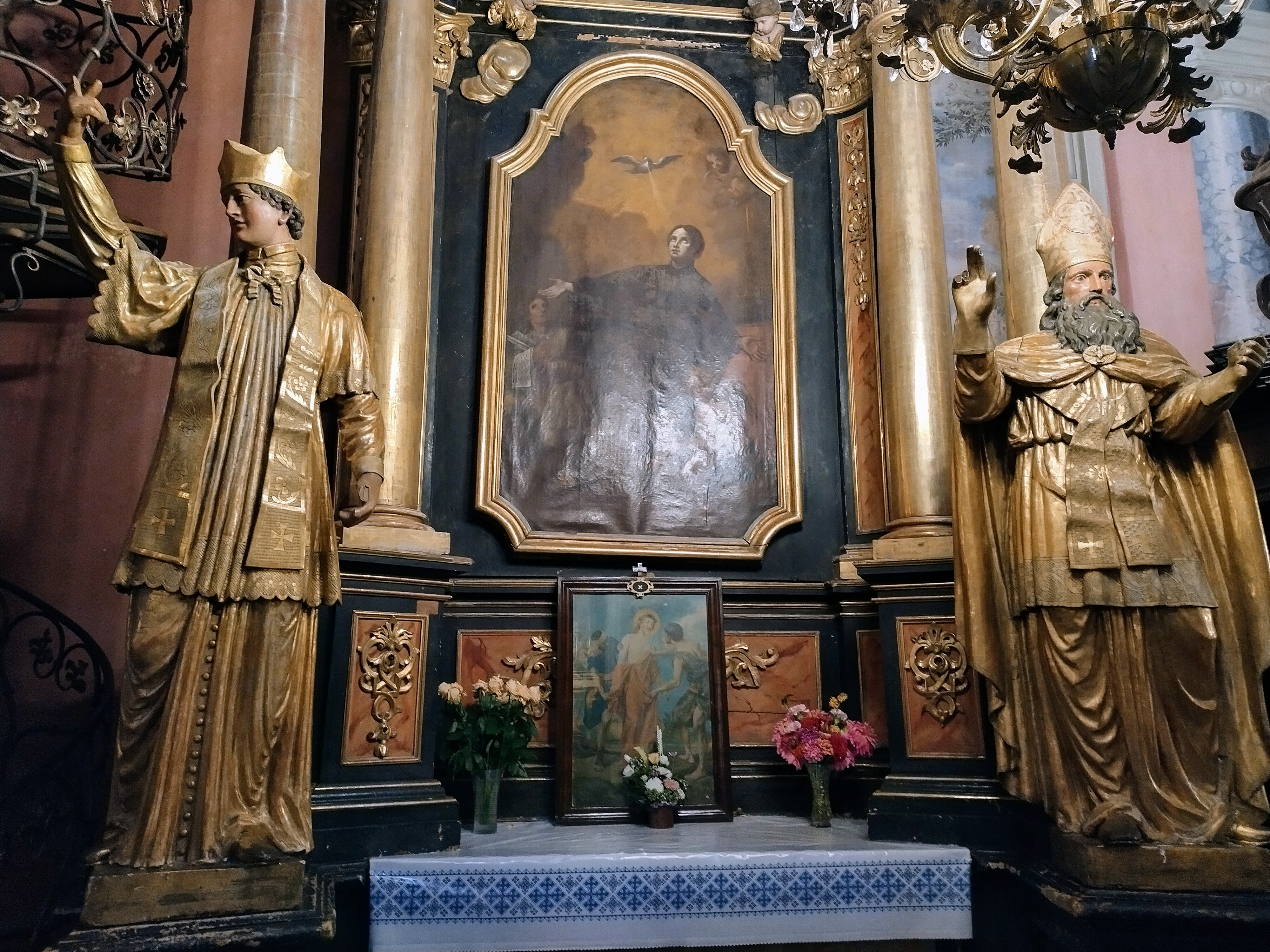
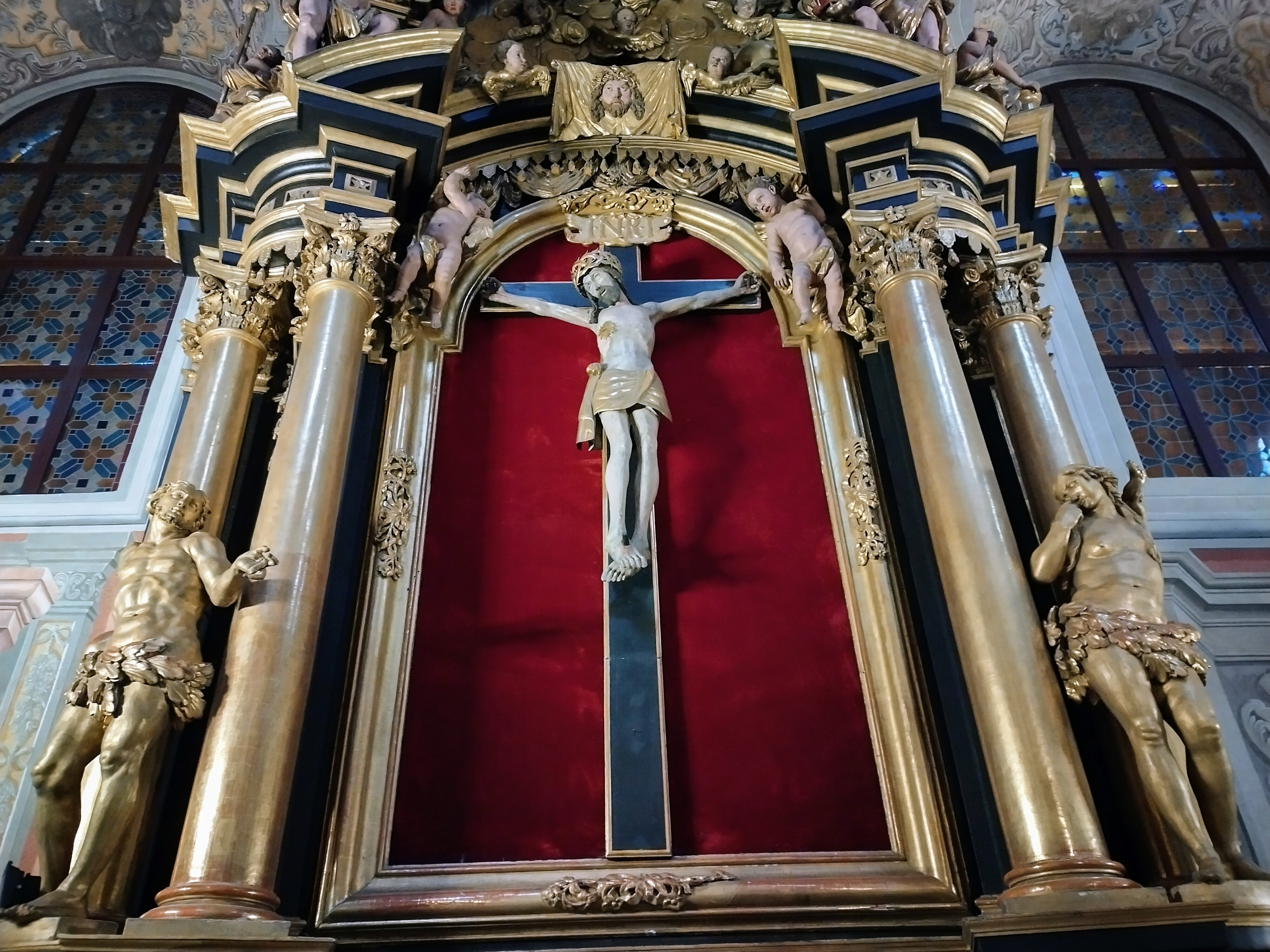
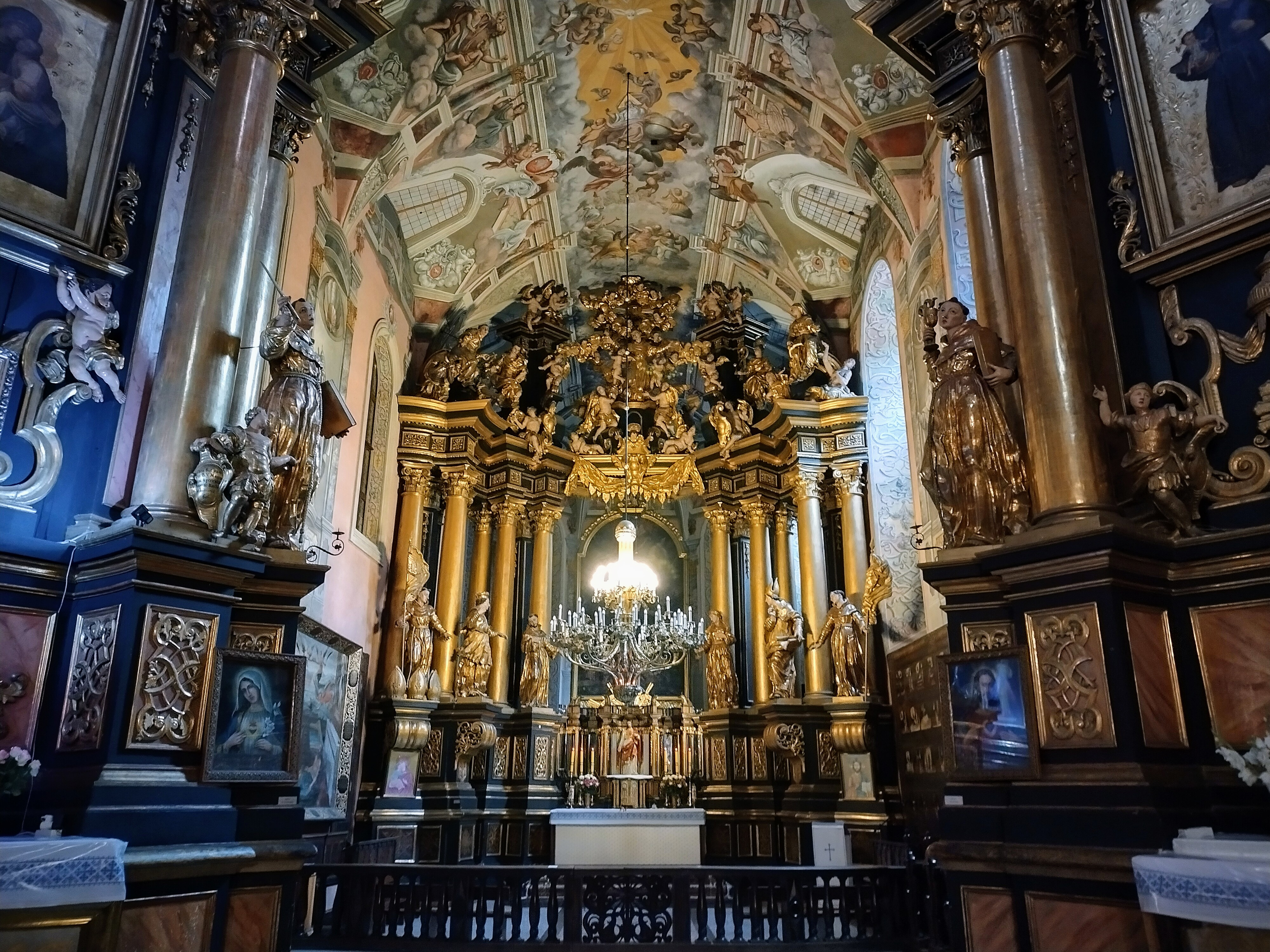
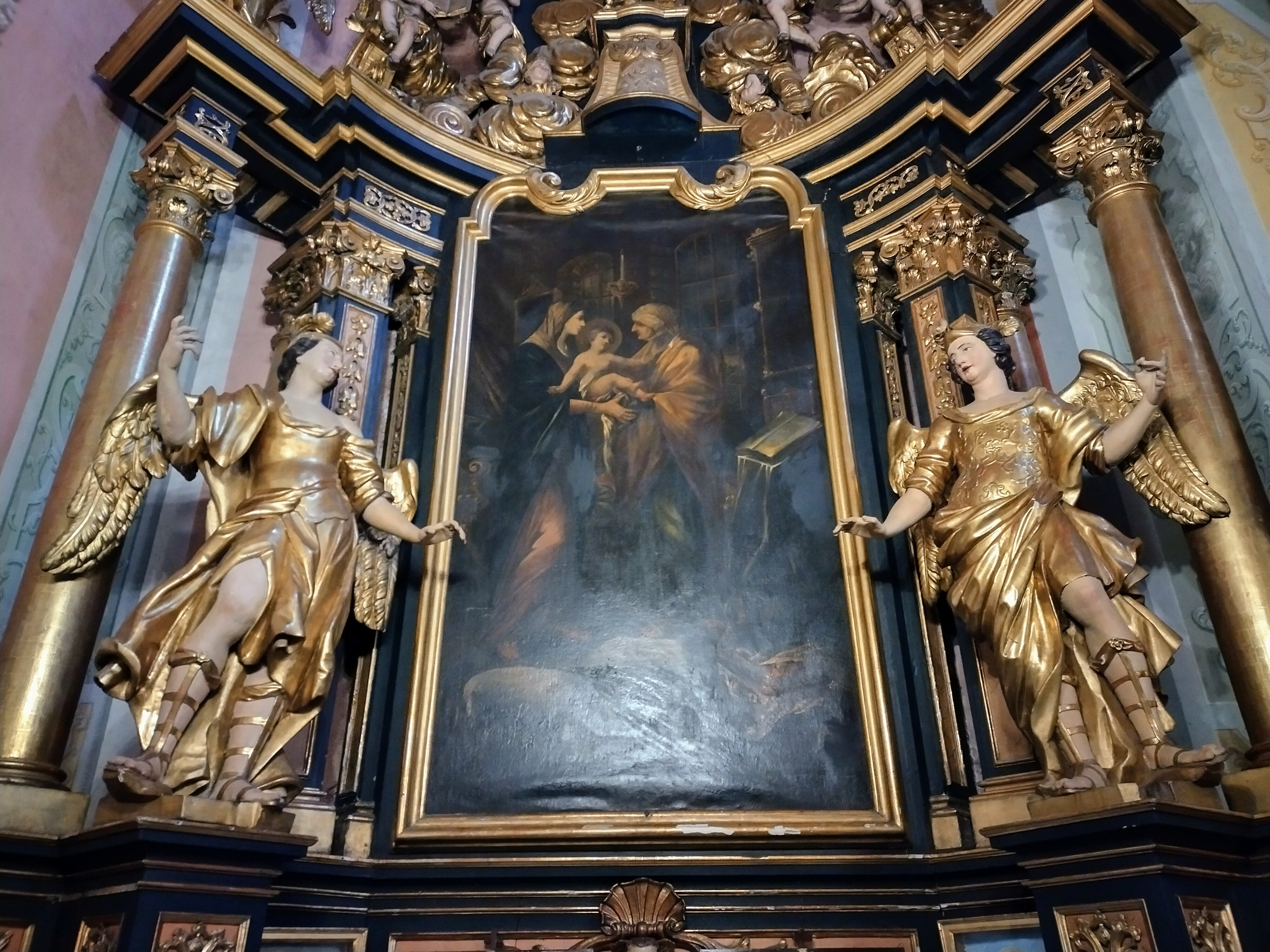
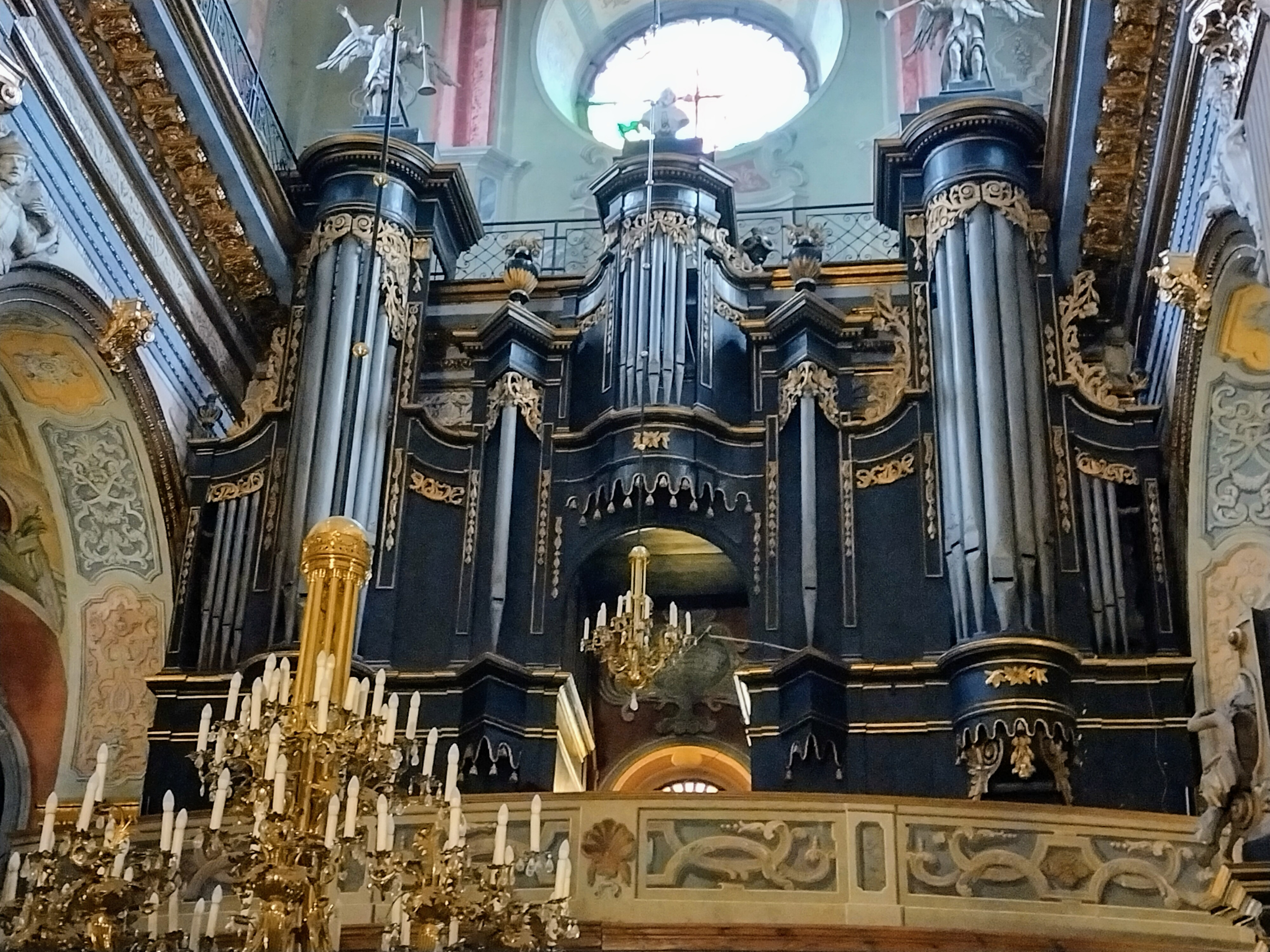
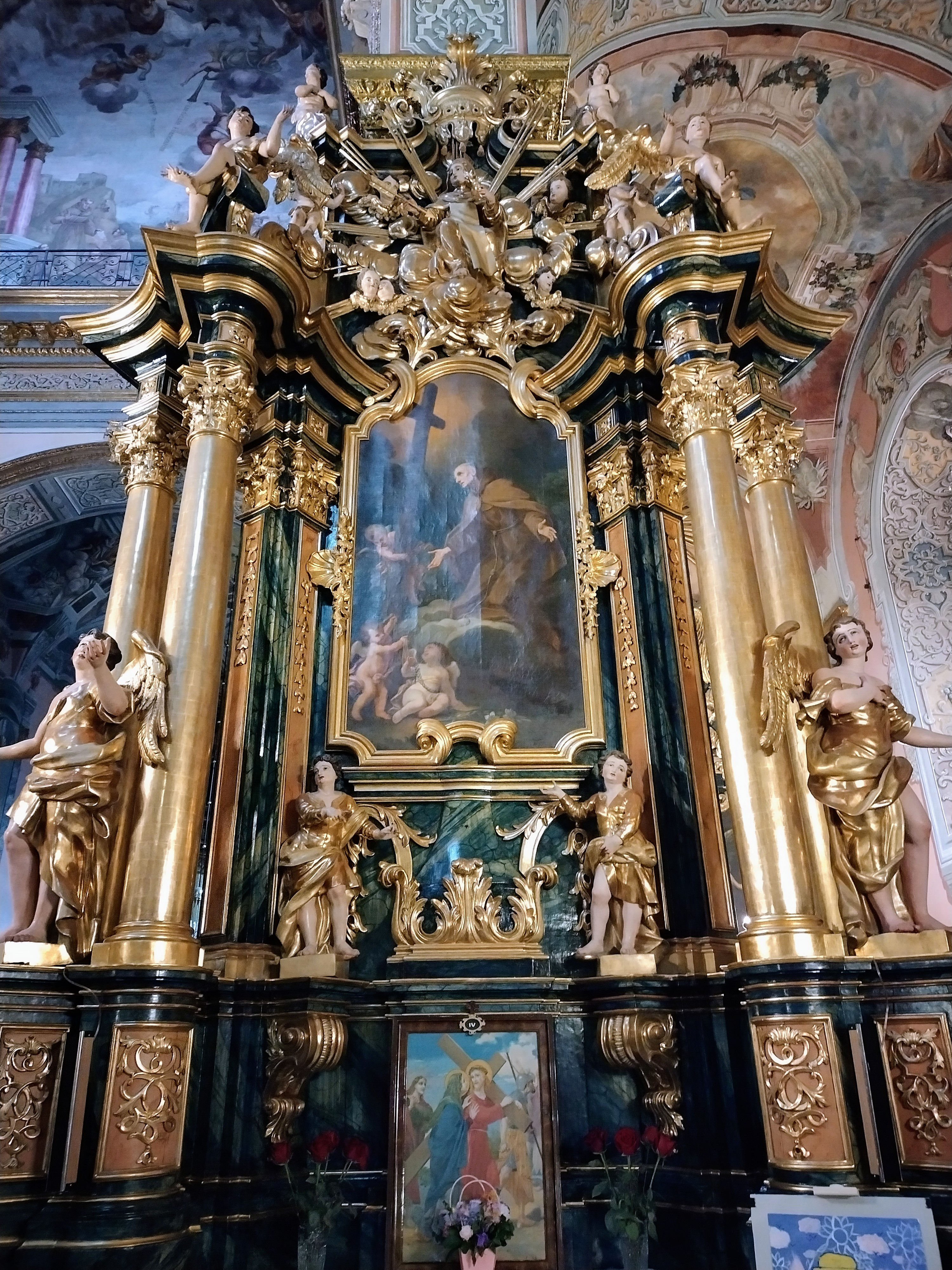
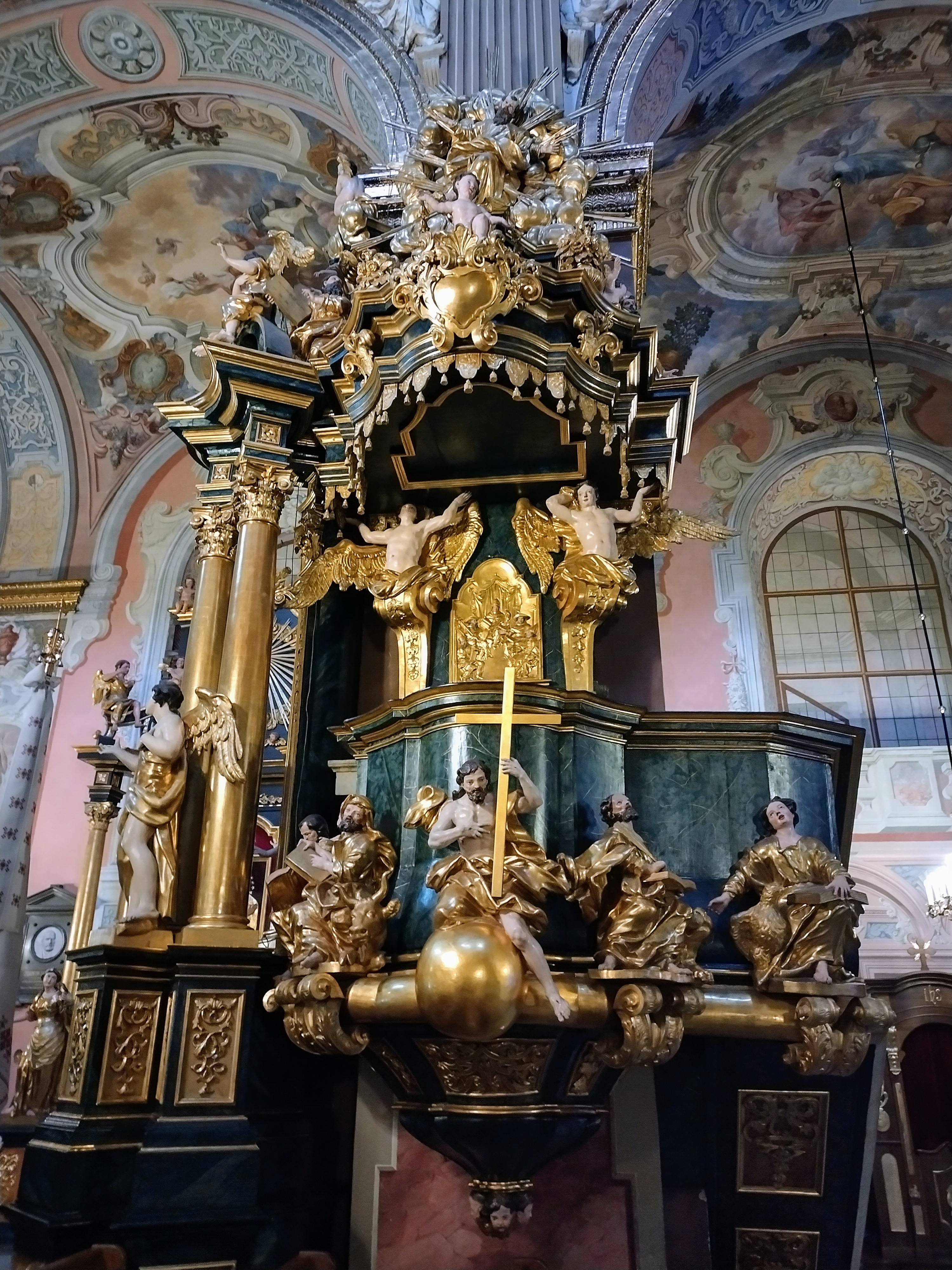
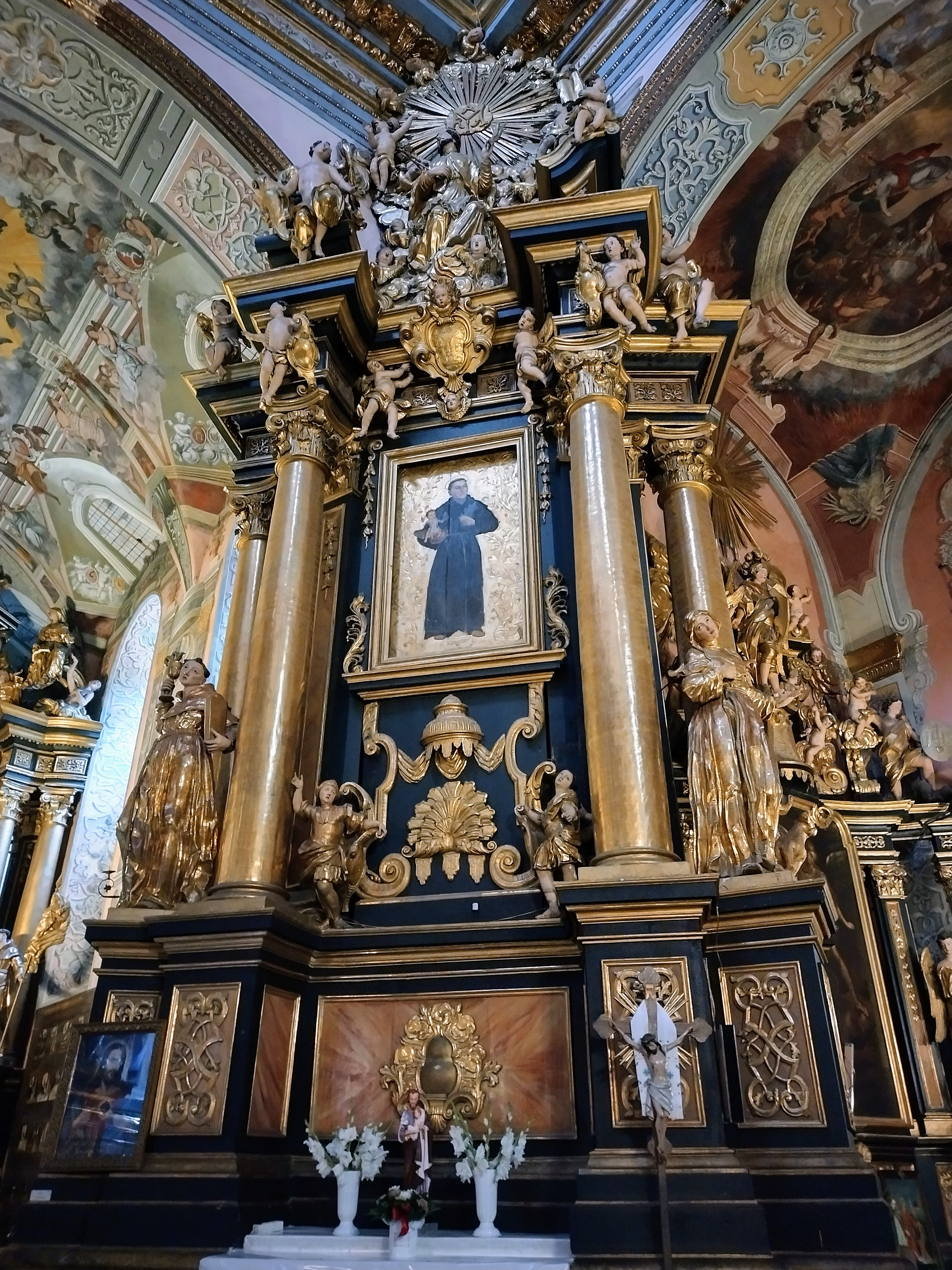
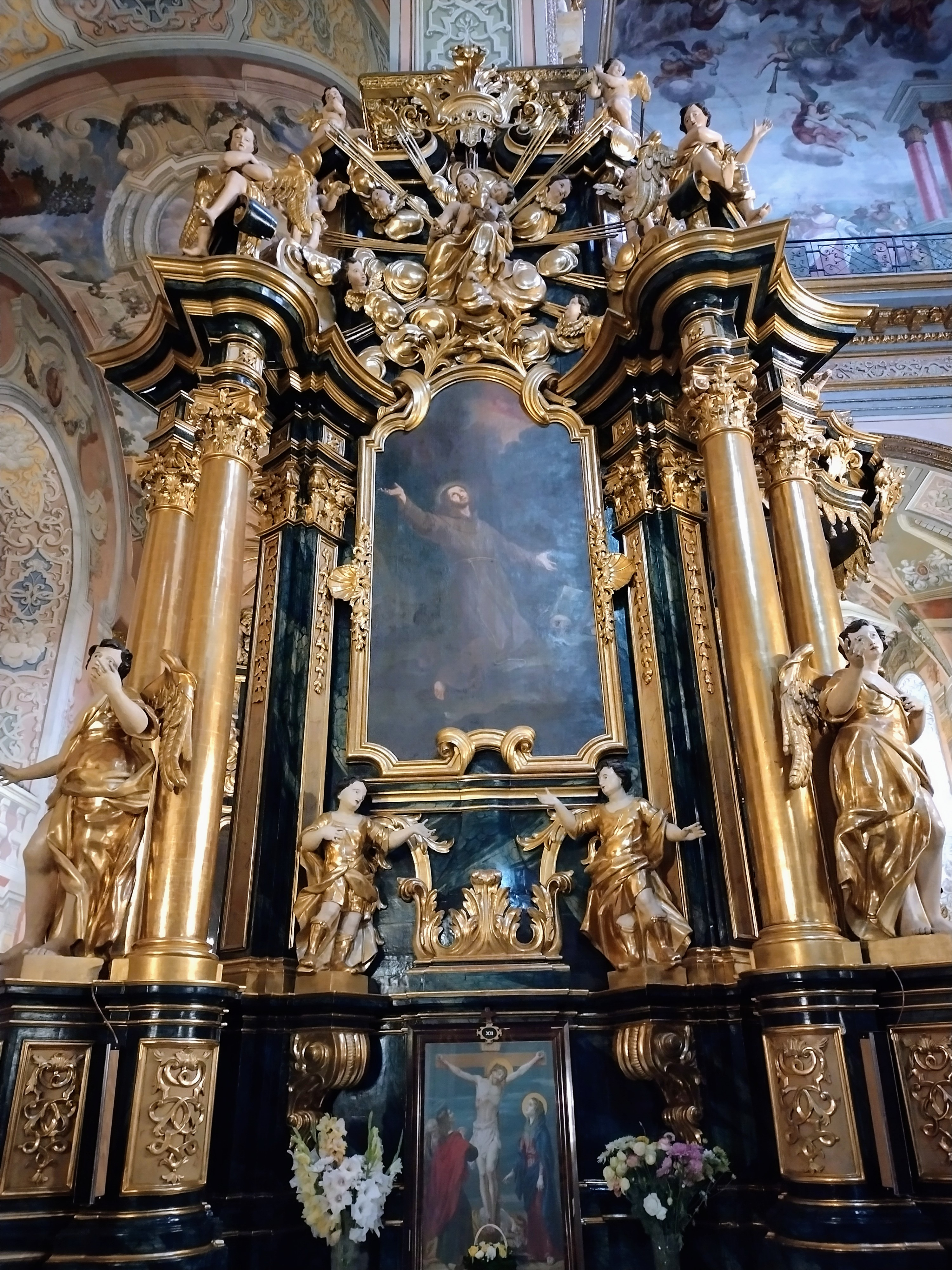
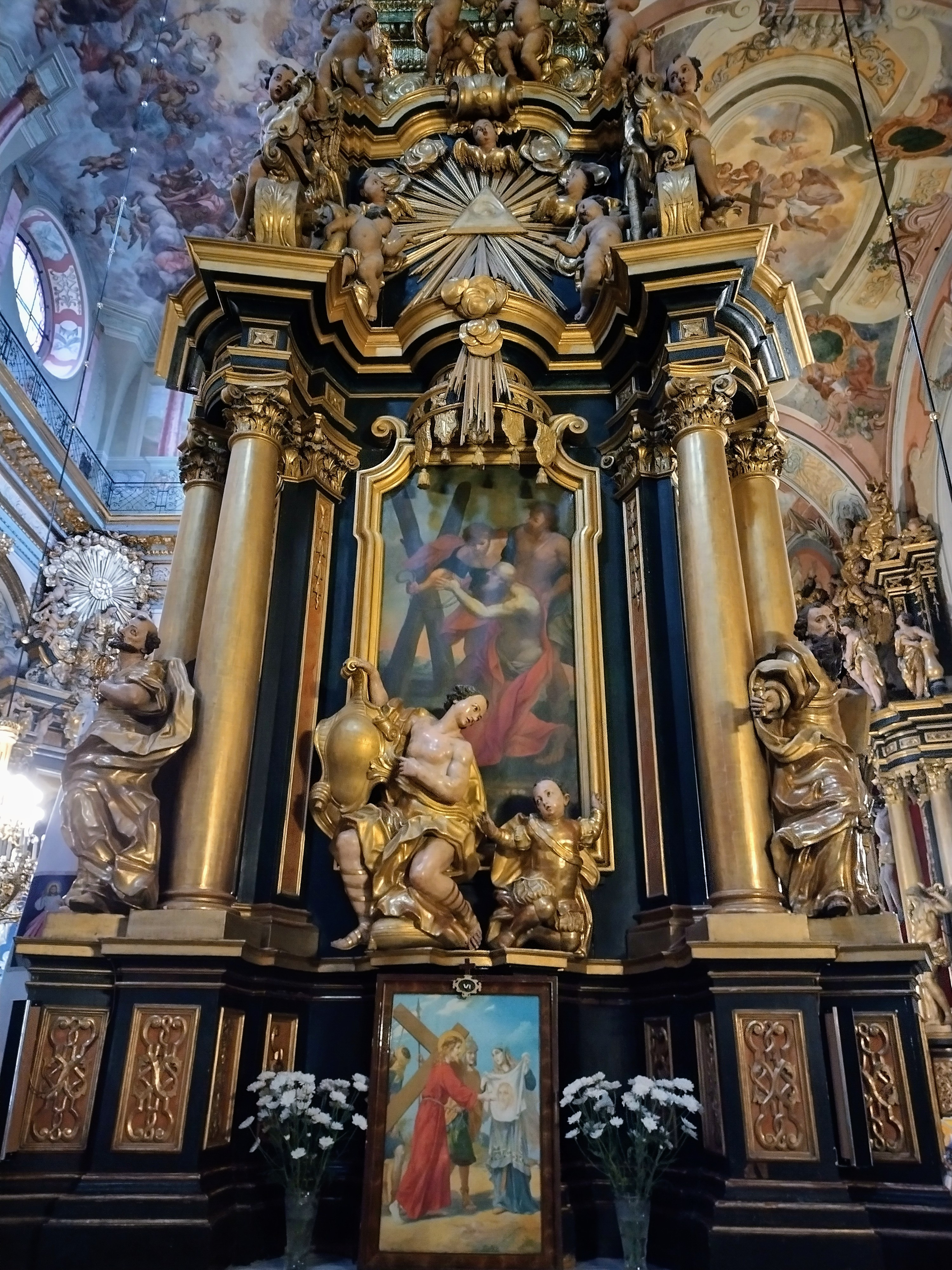

Використовувалась для спостереження за місцевістю (якось вартовий з башти першим побачив вороже військо і попередив городян. В пам'ять хід годинника виставили так, що чергова година відбивалась на 5 хв. швидше за інші міські годинники).
Перша Служба Божа відбулася у 1611 році — 13 грудня (або 30 листопада (дата тодішня) 1609 р.) у день святого Андрія. Завдяки цьому храм і отримав свою назву.

На фасаді можна побачити статуї святих Ордену бернардинів, а в нішах другого ярусу — скульптурні зображення Матері Божої і апостолів Петра та Андрія.

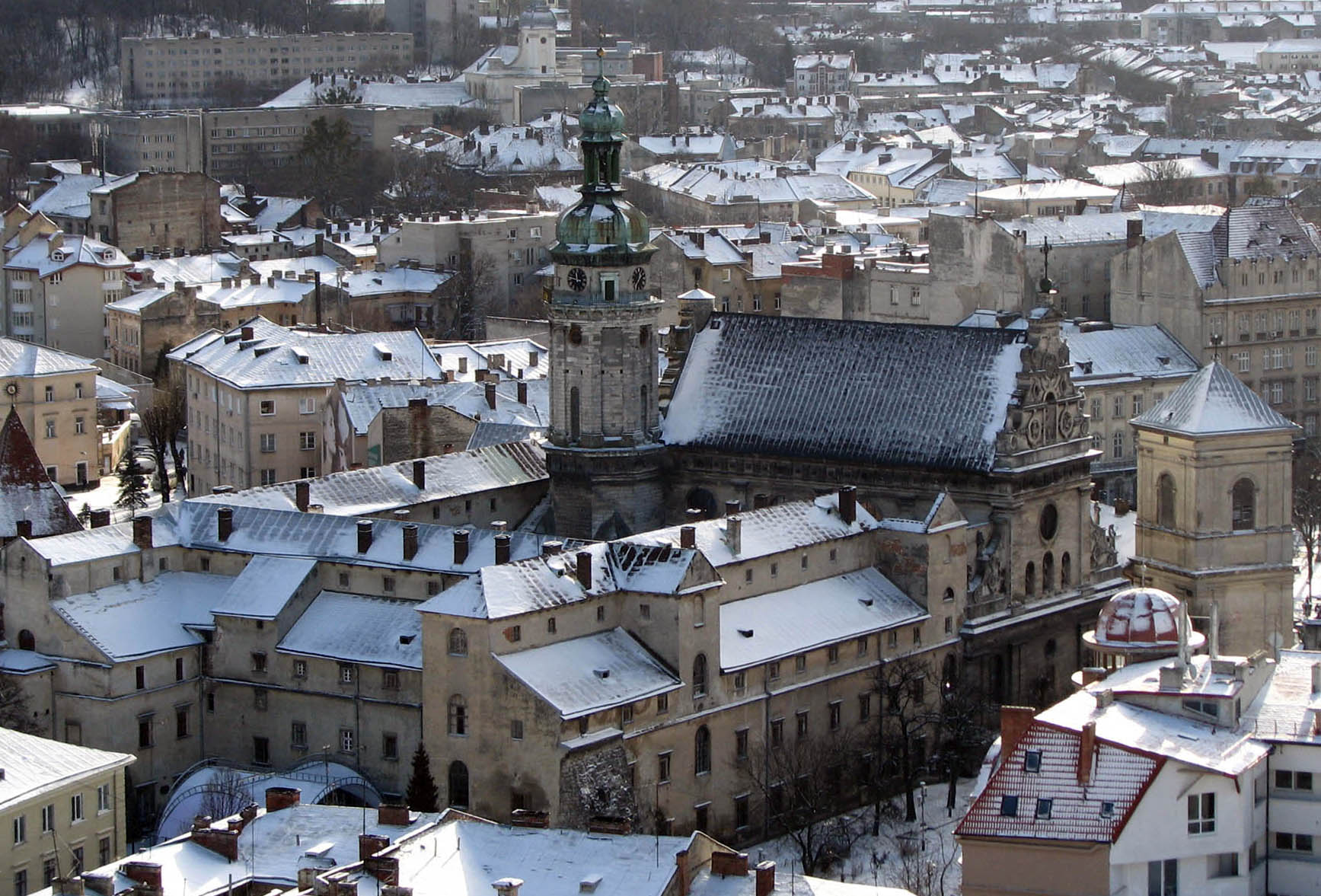
Вигляд комплексу Бернардинів з Ратуші

Інтер'єр храму був розписаний в 1738–1740 роках Венедиктом Мазуркевичем — ченцем-бернардином, котрий навчався в Болоньї у італійського художника Джузеппе Карло Педретті. Збереглися сімнадцять дерев'яних вівтарів, виконаних у 1730—1740-х роках майстрами з Ярослава Томасом Гуттером і Конрадом Кученрайтером. Відновлені на початку XX століття різьблені лави в пресвітерії виконав у 1640–1644 роках майстер Павло з Бидґоща.
Підлога храму спочатку була з тесаного каменю, а 1738 року укладена мармуром. Металеві двері виконані в найкращих традиціях XVII століття українськими ковалями. Костел має орга́н у 1700 труб та 32 регістри, створений у XVIII столітті майстром Каспаріні з лужицьких німців.
Церква святого Андрія користувалась великою шаною у шляхти. Військові походи завжди починались богослужінням у храмі з освяченням зброї. Так було, наприклад, і в 1604 році, коли Лжедмитрій I почав зі Львова похід на Москву. Перед цим походом Лжедмитрій І взяв у храмі шлюб з Мариною Мнішек (ще в старій фахверковій церкві).
Під час проведення реставраційних робіт 1976–1977 років була реставрована і повністю відкрита стіна монастиря разом з Глинянською брамою і воротами зі сторони площі Митної. «Культурні нашарування» підняли місто вище і при реставрації довелось стіну відкопувати, тому що нижній шар із великих сірих каменів був у землі. Вздовж стіни зробили канал — імітацію фортечного рову, котрий влітку часом заповнюється водою. Тоді ж відкрили ворота на Глинянській вежі, закладені ще з середини XVII століття. Зараз до них веде одне з відгалужень підземного переходу під площею Митною.
У 1960-х роках під оборонним муром колишнього монастиря, неподалік Глинянської брами був годинник, зроблений із квітів, що показував досить точний, як на свою специфічну будову, час. На початку 2010-х років, із зовнішнього боку оборонних мурів монастиря, було встановлено новий «квітковий» годинник, що функціонує дотепер.

## Криниця

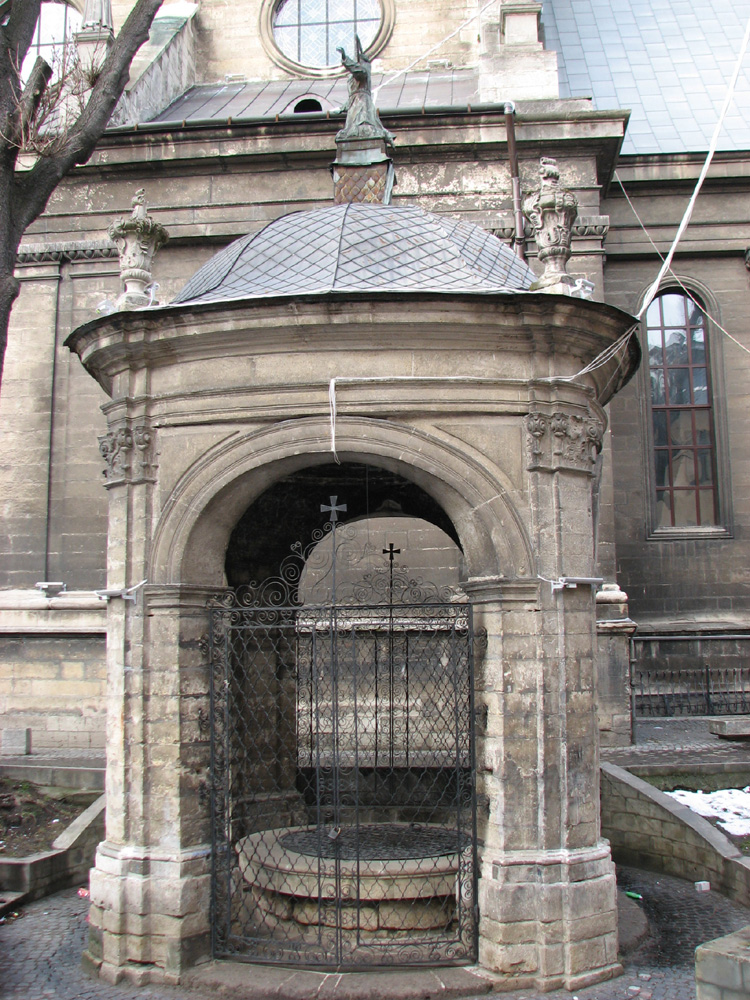
Криниця

Криниця споруджена 1620 року і розташована праворуч від головного входу у церкву, чи на південь від споруди загалом, у глибині подвір'я. З цією криницею пов'язано декілька легенд та переказів.
Ротонда над криницею, споруджена 1761 року, виконана у вигляді відкритої аркової альтанки, увінчаної куполом зі скульптурою. У куполі зберігся розпис на тему чудес святого Яна з Дуклі. Сама пам'ятка була реставрована у 1970-х роках, а також триває реставрація ротонди розпочата у 2022 році.
З початком повномасштабного вторгнення РФ скульптуру святого Яна з Дуклі зняли з купола ротонди у Бернардинському дворику. Її перевезли в майстерню львівської експериментальної кераміко-скульптурної фабрики на реставрацію. Там перед початком реставраційних робіт провели ґрунтовні дослідження скульптури та виявили сліди позолоти, яку реставратори відновили. Над відновленням скульптури працював львівський реставратор Тарас Олещук. 5 лютого 2024 року завершена реставрації скульптури. Повернуть скульптуру святого Яна з Дуклі та чотири кам'яні вази на купол після завершення всіх реставраційних робіт самої ротонди Реставраційні роботи профінансувало Міністерство культури на національної спадщини Республіки Польща через Інститут «Полоніка». Відреставровану скульптуру святого Яна з Дуклі повернули на купол ротонди наприкінці березня 2024 року.

## Колона

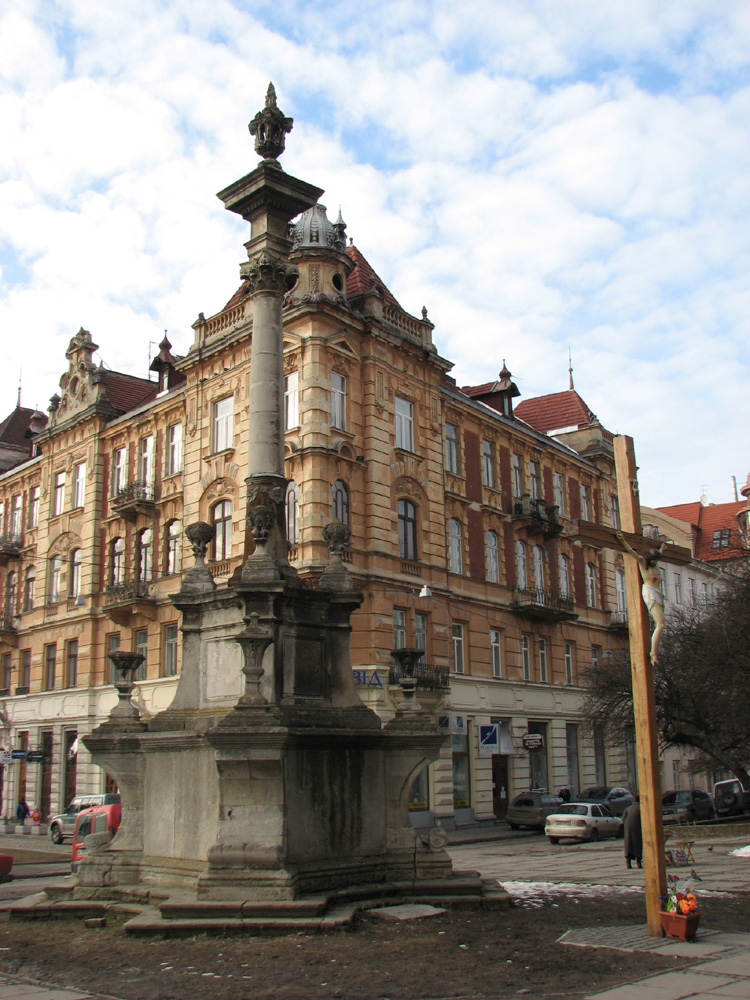
Вигляд колони 2008 року

Наприкінці XVII століття на честь Яна з Дуклі і в пам'ять про порятунок Львова від облоги військами Б. Хмельницького поставили дерев'яну колону.
1736 року з фундушу крайчого коронного Міхала Юзефа Жевуського була споруджена кам'яна колона, котра зберіглася до наших часів. Зробив колону Томас Гуттер або Фабіан Фесінґер. Також деякі дослідники стверджували, що вона була виготовлена за проєктом Михайла Северина Жевуського.
Раніше на колоні стояла скульптура святого — святий Ян стояв навколішки з руками, складеними у молитві. Позаяк скульптура зникла безвісти після 1944 року, тепер колону увінчує декоративна ваза.
У самому храмі зараз міститься каплиця з надгробком (його вирізьбили у 1608 році) святого Яна з Дуклі, а в боковому вівтарі — його ікона, що постала тут «від високого релігійного почуття графині Софії Фредро» — матері митрополита Андрея Шептицького.

## Ілюмінація
З 2008 року елементи фасаду церкви та бічна стіна почали підсвічуватися різнокольоровим світлом — червоного, синього, білого, жовтого та зеленого кольору, що почергово мінялося. За декілька днів світився, однак «статично», вже увесь фасад, включаючи скульптури святих на першому рівні, Божої матері та апостолів Петра і Андрія на другому, а також центральний вітраж. Ще за деякий час підсвітили криницю та ротонду, дзвіницю та вежу.

## Епітафії, пам'ятні таблиці, цитати, усипальниця

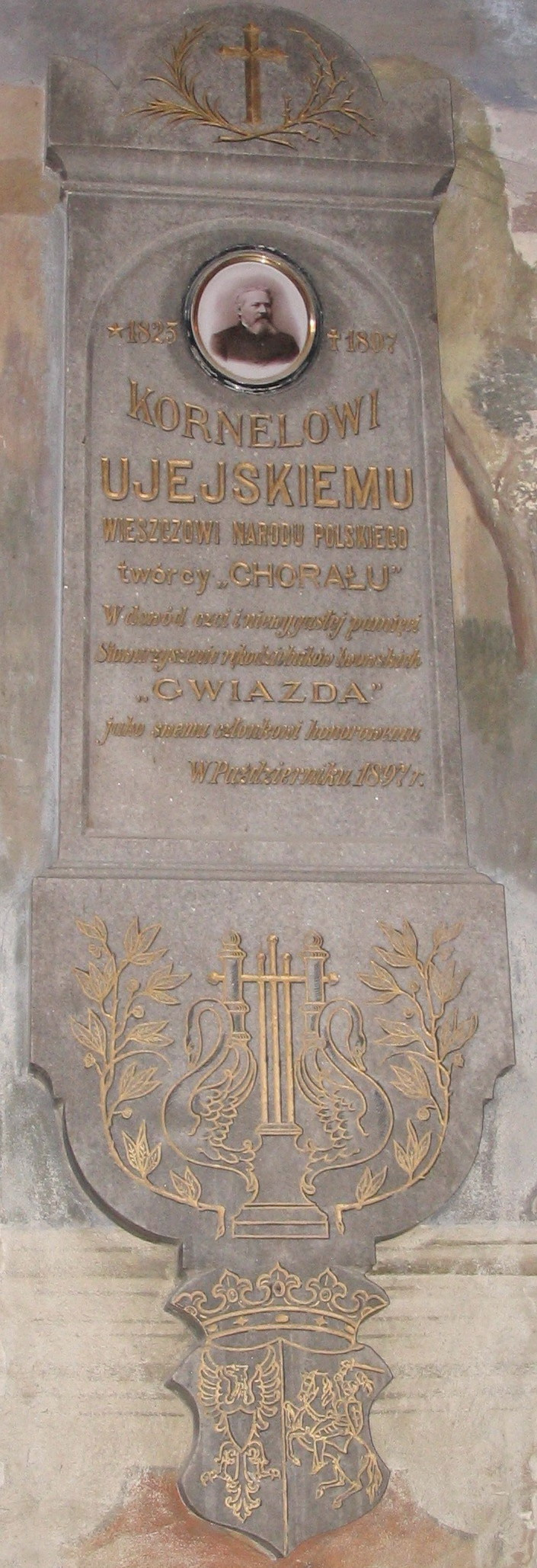

На стіні храму вирізьблений рельєф з вояком, котрий стоїть на колінах і молиться. Під зображенням — напис латинською: «Тут лежить шляхетний Станіслав з Вижиць Вижицький, хорунжий київський, вонвельницький, тимбарківський староста, полковник святої королівської величності, колись відважний воїн, нині смрад і черв. Прожив 66 років. Відійшов року Божого 1680 5 дня місяця червня».
У інтер'єрі (на стінах презбітерію) храму збереглися кільканадцять образів з історіями про чудесні оздоровлення завдяки молитовному звертанню до святого Йоана (Івана) з Дуклі. Кожна з них коментована латинською мовою:
- «Донечка світлої пані Балабанової, старостини теребовельської, потонувши в ріці й переставши дихати, виплила і силою молитви ожила. 1551»;
- «Аґнеса, жона львівського громадянина, славетного Матея Стемберка, звільнюється від епілепсії»;
- «Синові белзького громадянина, Матія Спунофф Георгієві, який через гарячку онімів, повертається здоров'я і дар мови»;
- «Ґабрієль, син вельможного Вольфганга Бернарда Вольборнетта, львівського райці, прохворівши, впродовж двох років, одужав. 1505»;
- «Вдова Анна, львів'янка, через хворобу маючи надмірну щелепу і помутніле око, зцілюється. 1506».

Цитати богословів (їх тримають у руках ангели):
- «Хто розкаянням спокутував гріхи, здобуде вічний уділ ангельського щастя. Св. Августин в «Монологах»;
- «Але оскільки Господь терплячий, покаймося у цьому і слізно просім його прощення. Юдити 8,14»;
- «Чиніть плоди, достойні покаяння. Євангеліє від Луки 3,8»;
- «Нехай вас не відстрашує від розкаяння суворість розплати, адже що більше було гріхів, то більше милосердя буде [до вас]. Св. Бернар»;
- «Покайтеся ж та наверніться, щоб він змилувався над вашими гріхами. Діяння апостолів 3,19»;
- «Хвали і хвалу повторюй, бо найтоншими засувами і незламними замками замкнені ворота. Жоден ворог не входить, жоден друг не виходить. Св. Бернар».

Є пам'ятні таблиці Станіславу Пілату, польському поету Корнелю Уєйському.
Були поховані: Станіслав Вижицький — син Станіслава, дід Миколая, хорунжий київський, існував його пишний надгробок, Ян Фридерик Сапіга

## Легенди та цікавинки

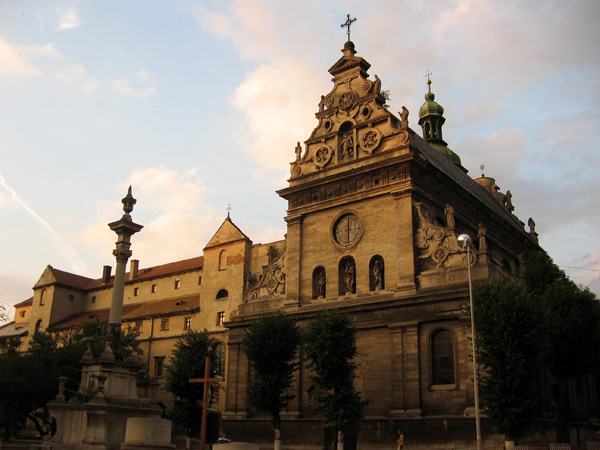
Бернардини в променях сонця, що заходить

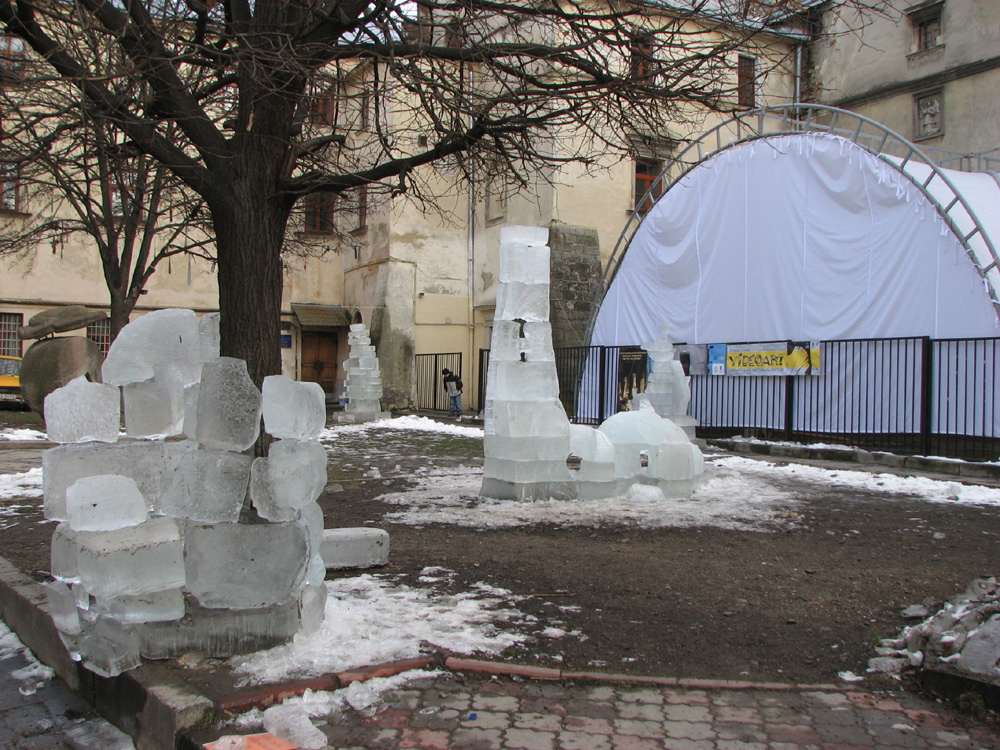
«Бернарденгарден». Мистецька акція «Виставка танучих скульптур»

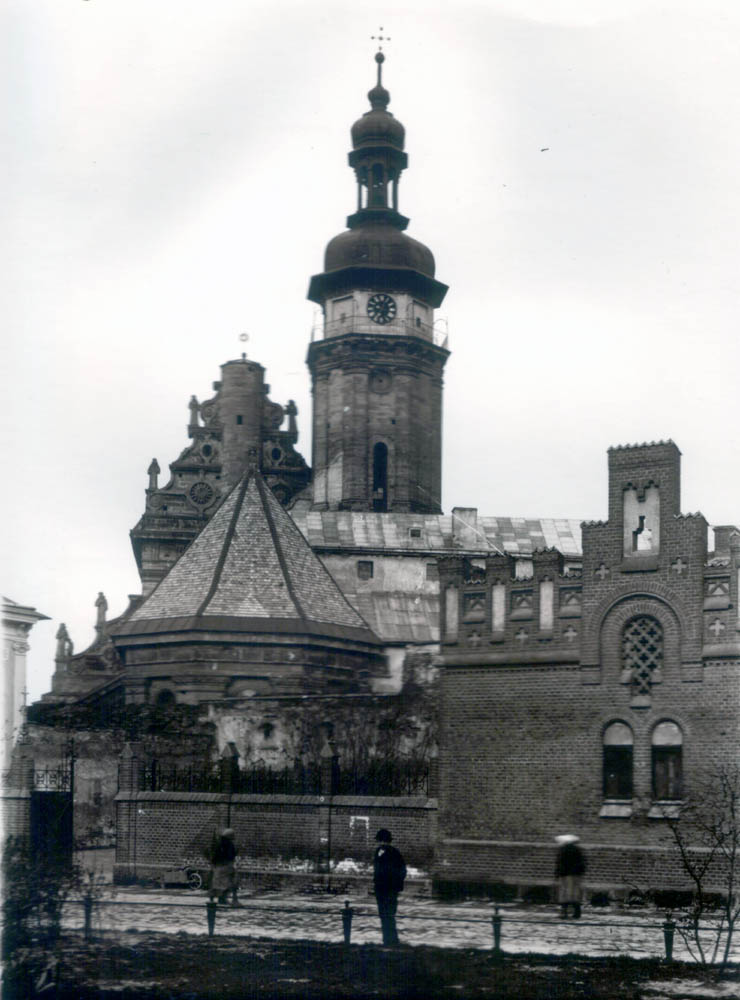
Фото вежі монастиря та розібраних укріплень. Вигляд з боку сучасної площі Митної Початок XX ст.

- Протягом 1650–1945 років комплекс був розташований, варіюючи у різних мовах, на площі Бернардинській.[27]
- З місця, де у 1484 році поховали святого Яна з Дуклі, за рік вдарило цілюще джерело. Це було розцінено як чудо, св.Яна перепоховали, а на місці джерела викопали криницю.
- 8 вересня 1604 року на місці поховання святого Яна з Дуклі (покровителя Львова та патрона військової шляхти) у джерельній воді посвятили шаблі приватні князівські та магнатські війська, які 20 червня 1605 року захопило Москву[3].
- При будівництві на початку XVII ст. старий храм не зносили, а новий будували над ним, зводячи неначе шатро.[3] Стару церкву розібрали тільки після того, як завершили будівництво.
- 1641 року у Львові сталася незвичайна подія — кримінальний суд звинуватив у богохульстві ченця Альберта Віроземського, який, уклавши з дияволом угоду, віддав йому свою душу разом із тілом. У матеріалах судової справи говорилося, що це «найганебніший людський вчинок за всю історію міста». Почалося все з того, що Віроземський, маючи намір стати ченцем, викрав у настоятеля монастиря печатку і підробив документ, нібито він є священиком ордену і може давати шлюб, сповідати, причащати і хрестити дітей. Фальшивий священнослужитель почав їздити селами навколо Львова, правити служби і, звичайно, заробляти собі гроші. Коли шахрая викрили, він одразу втік із монастиря, але ченцям-бернардинам вдалося його схопити й посадити до монастирського підземелля. Лавничий суд мав засудити його до страти. Бажання жити у Альберта було настільки сильним, що він вирішив укласти цирограф, тобто контракт із дияволом про продаж своєї душі. Контракт був написаний на стіні в'язничної камери кров'ю: «Я своєю кров'ю ставлю підпис і піддаюся під владу князя Люцифера. Взамін за це прошу двадцять років життя, після чого він має право взяти мене з душею і тілом. Згідно з цим контрактом зрікаюсь Бога і Матері Божої і віддаюсь під владу усім дияволам, зобов'язуюся їм служити та їх прославляти, а вони повинні мені давати усе, що я потребую. Прошу звільнити мене з в'язниці цієї ж ночі. Цей контракт підписую з Вегліком, який винесе мене з в'язниці». Згодом на одному із судових засідань Віроземський докладно описав цього таємничого Вегліка, посередника нечистого, який мав вигляд молодого привабливого хлопця і приходив до нього просто крізь стіну камери. Віроземського оглянули і зафіксували на його пальці ранку, з якої той виточував кров для писання. Після тривалого вивчення цієї справи суд визнав Альберта Віроземського винним у підробці документів та богохульстві. Вирок був однозначний — спалення, отже сподівання грішника на диявола виявилися марними.[28]
- Згідно з однією з легенд 1648 року, під час облоги Львова військами Богдана Хмельницького, група русинів змовилася відкрити гетьманові ворота міста. Про це дізналися монахи. Змовників запросили на обід до монастиря. Під час застілля їх по одному почали викликати у двір. Там підводили до криниці і пропонували зазирнути у неї. Коли людина нахилялася, її били сокирою по голові і кидали в криницю (пізніше розповідали, що вона була завалена трупами до самого верху). У тих, хто ще сидів за столом, закралася підозра. Вони вийшли у двір і стали свідками жахливої розправи. Виходу не було, довелося рятуватися втечею — через міські стіни до табору козаків. Загалом легенда є досить сумнівною, особливо враховуючи те, що криниця вважалася священною[29]
- Під час облоги міста військами Богдана Хмельницького в 1648 році святий Йоан з Дуклі своєю появою в небі врятував місто від захоплення козаками.
- У експозиції архіву представлено так звану «грамоту Дракули», написану кров'ю.
- Годинник на вежі завжди спішив на п'ять хвилин. Це зроблено у пам'ять про монаха, котрий побачив з вежі турків, що підкрадалися до міста й вже були майже під мурами. Не маючи часу бігти й когось попереджати, монах перевів годинник уперед — до часу закриття міських брам. Таким чином місто було врятоване.
- Під час Другої світової війни протягом 1943–1944 років у каналізаційних тунелях під церквою переховувалася велика група євреїв. Рештки їхніх побутових речей було віднайдено на початку 2000-х років під час ремонтних робіт.

## Світлини

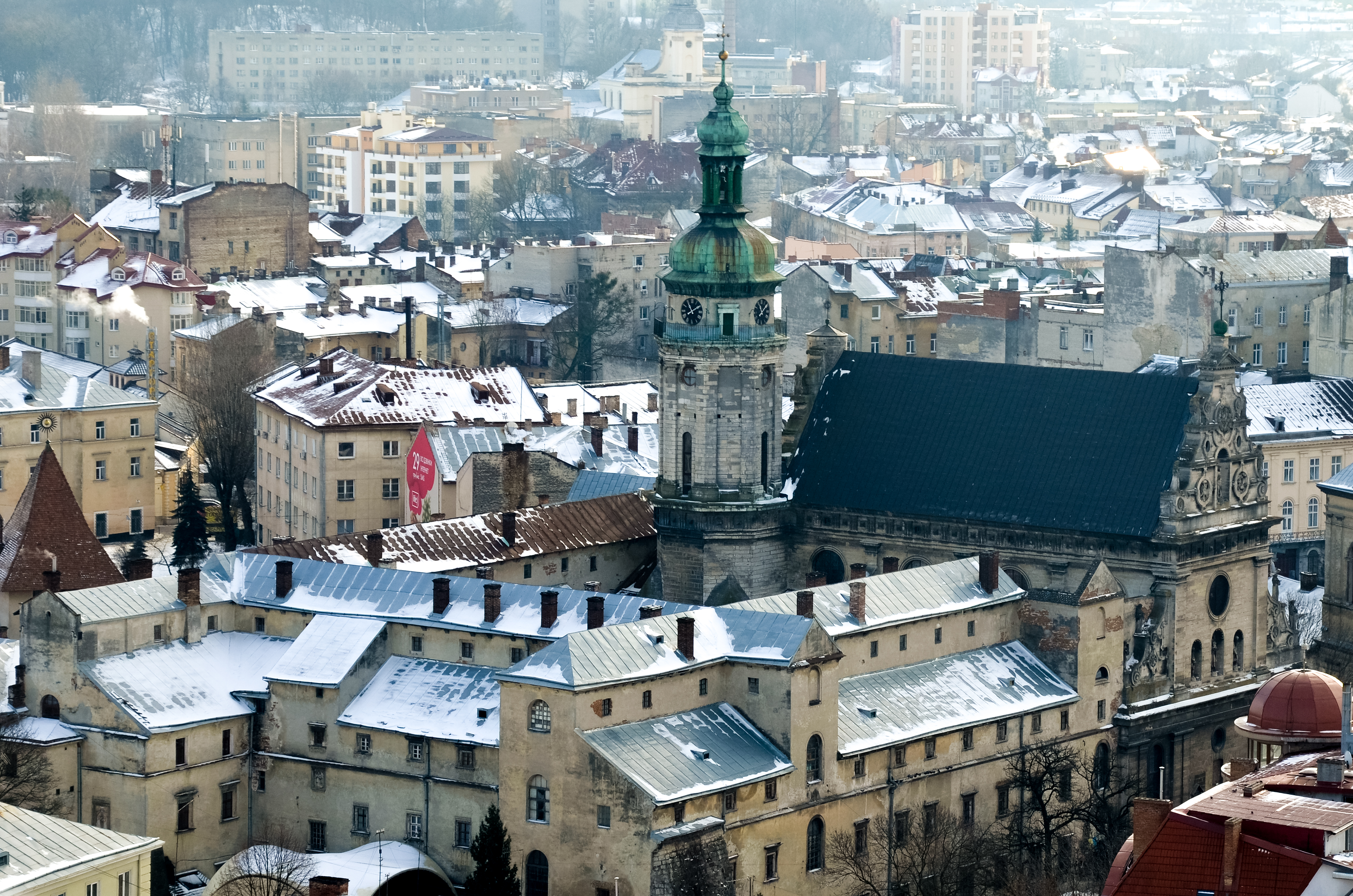
Загальний вигляд здалеку
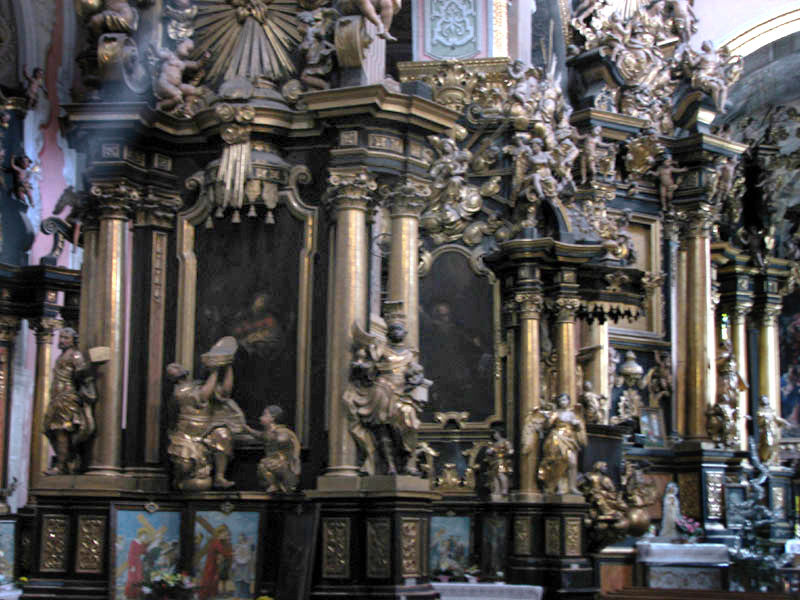
Один із вівтарів храму
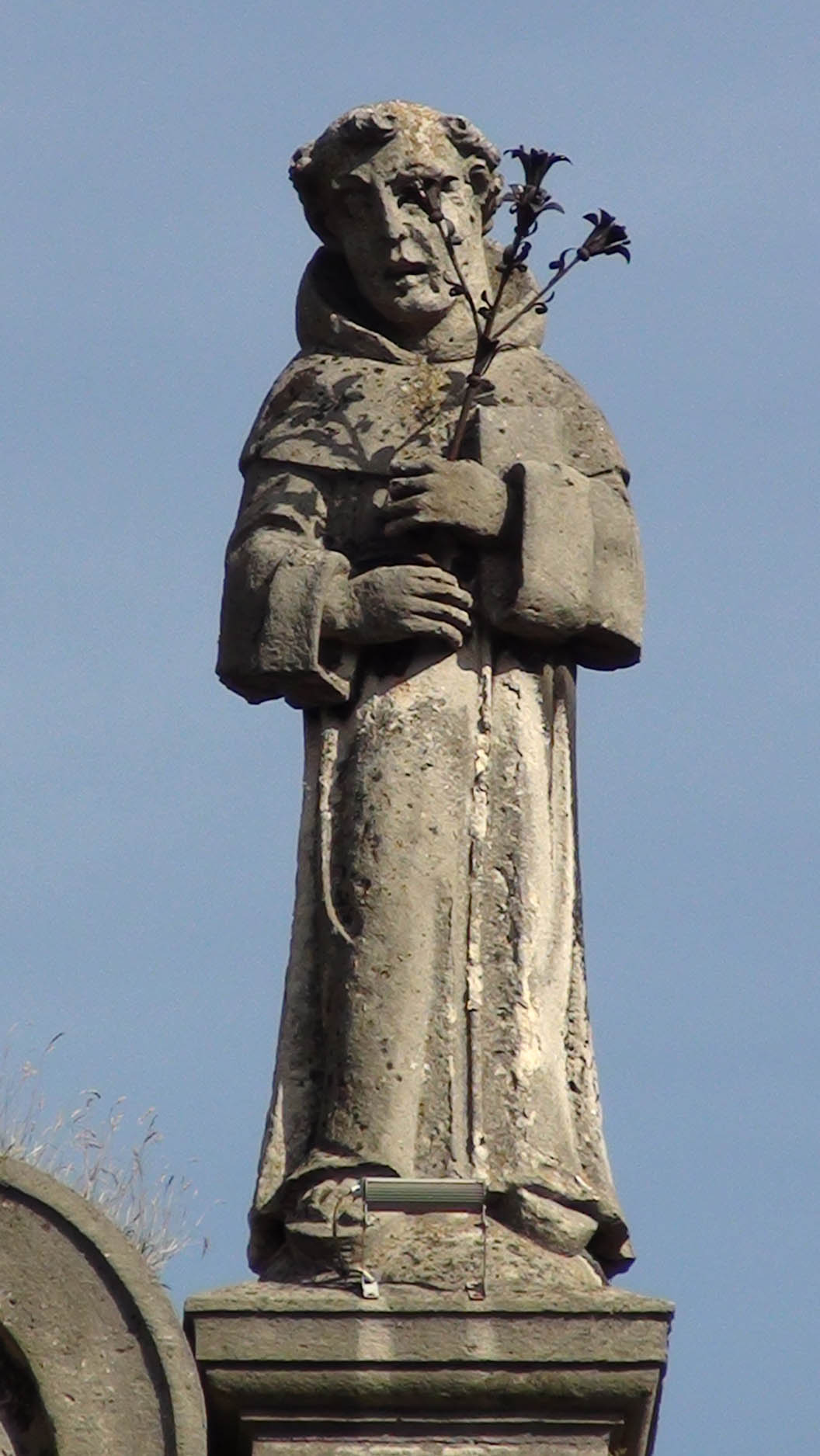
Скульптура святого на даху костелу
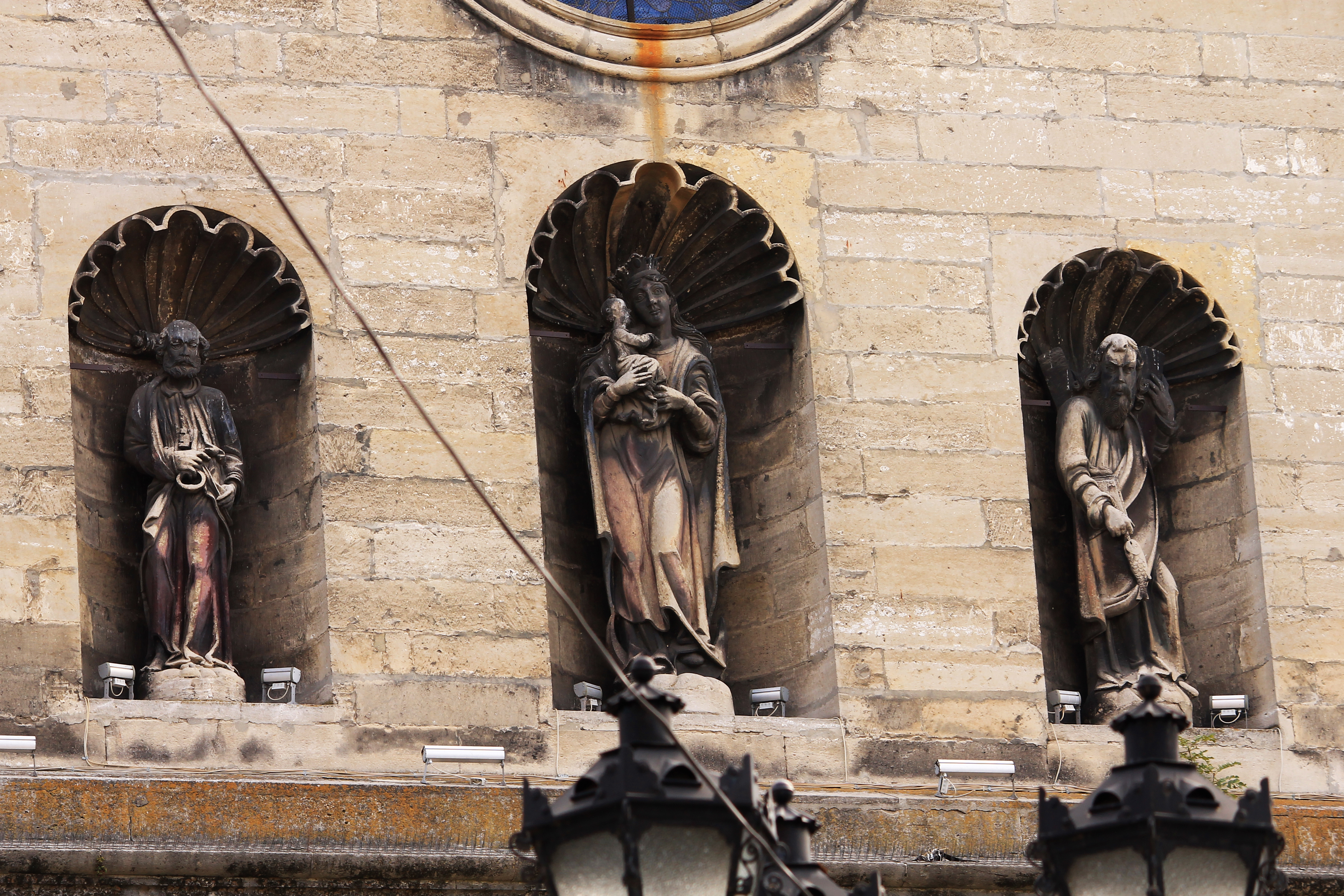
Скульптури святого Петра, Матері Божої та святого Андрія
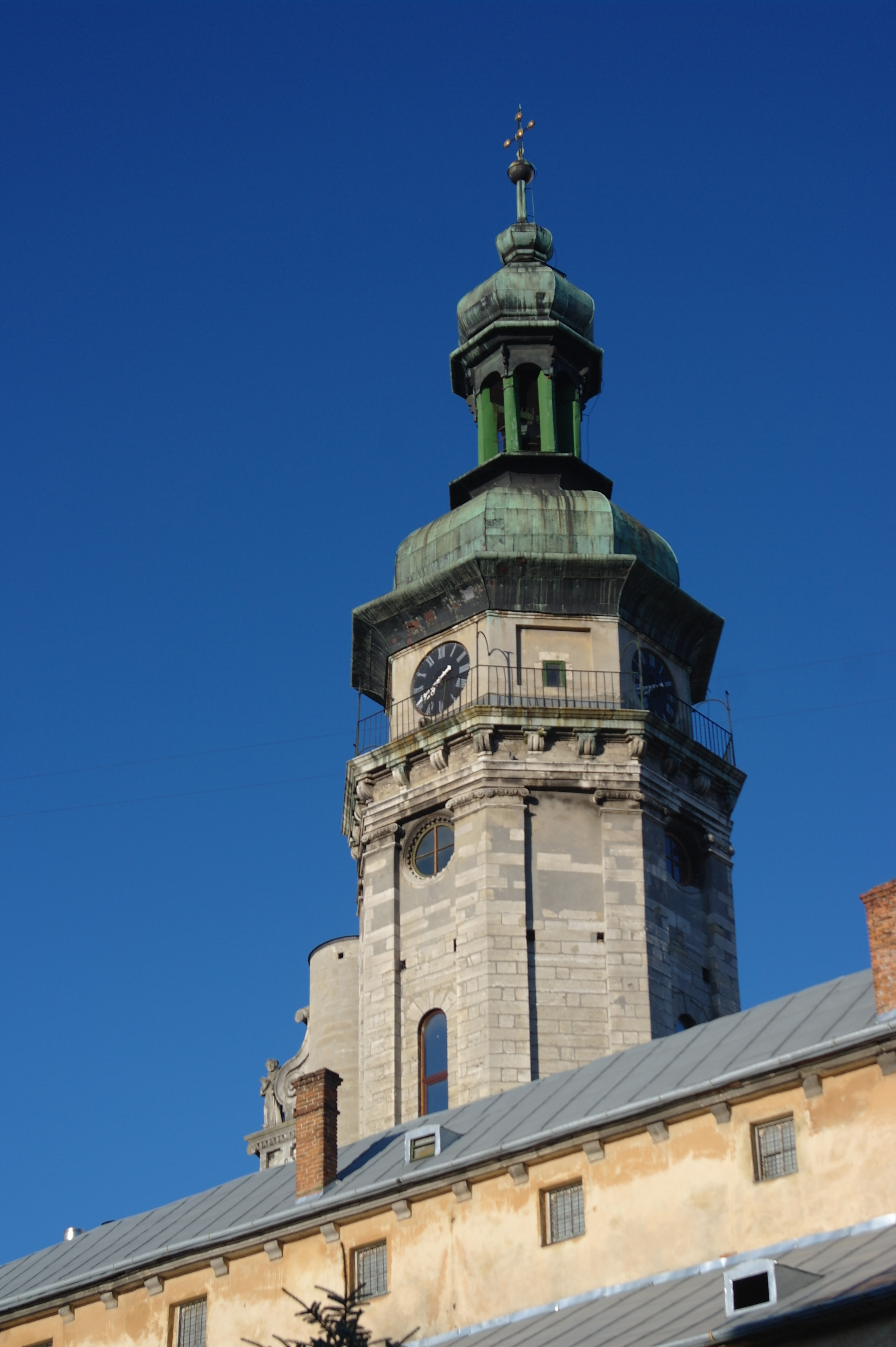
Годинникова вежа
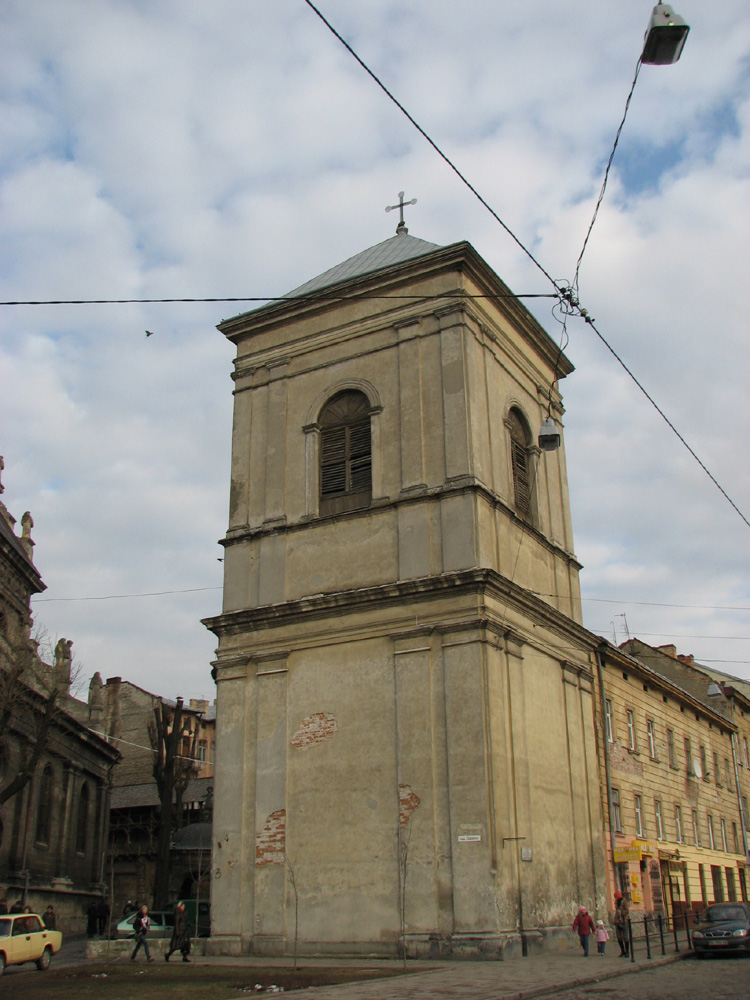
Дзвіниця
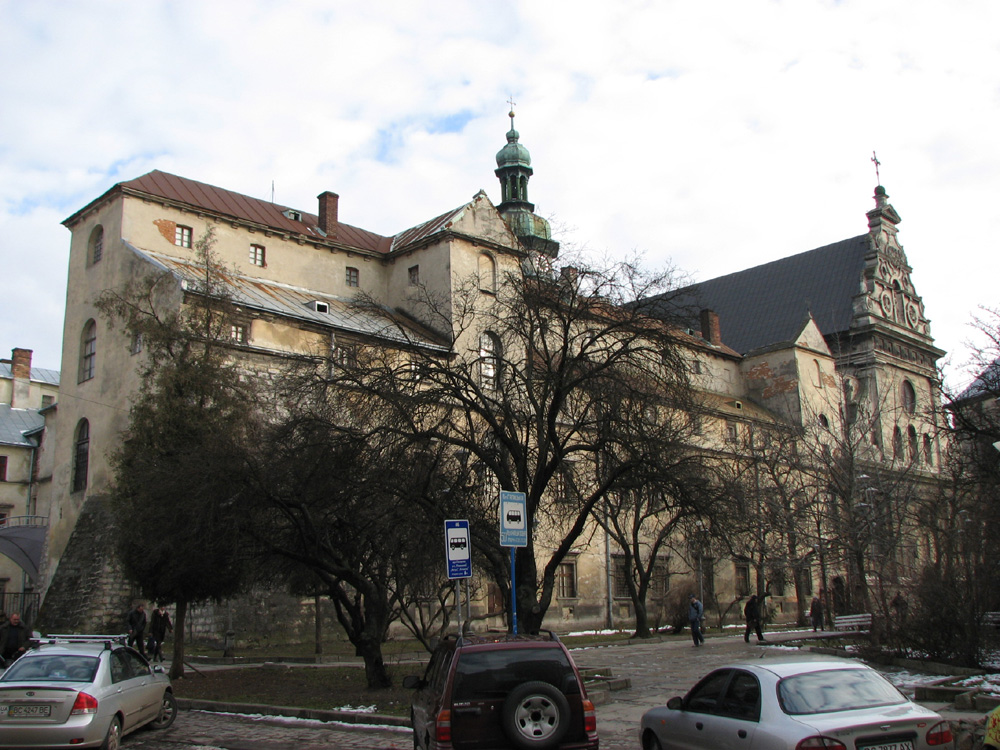
Вигляд з боку вулиці Валової
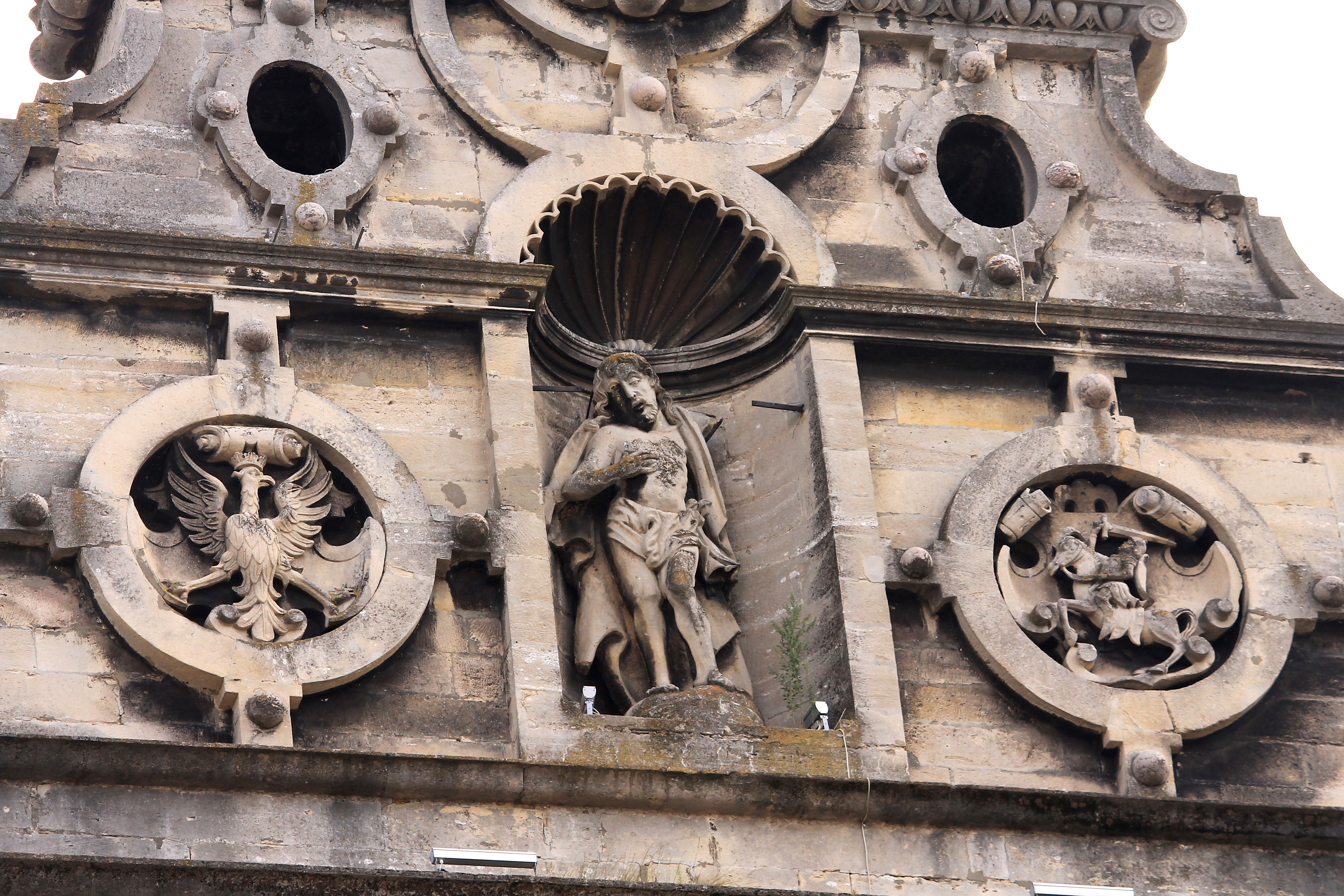
Скульптура Ісуса Христа на фронтоні
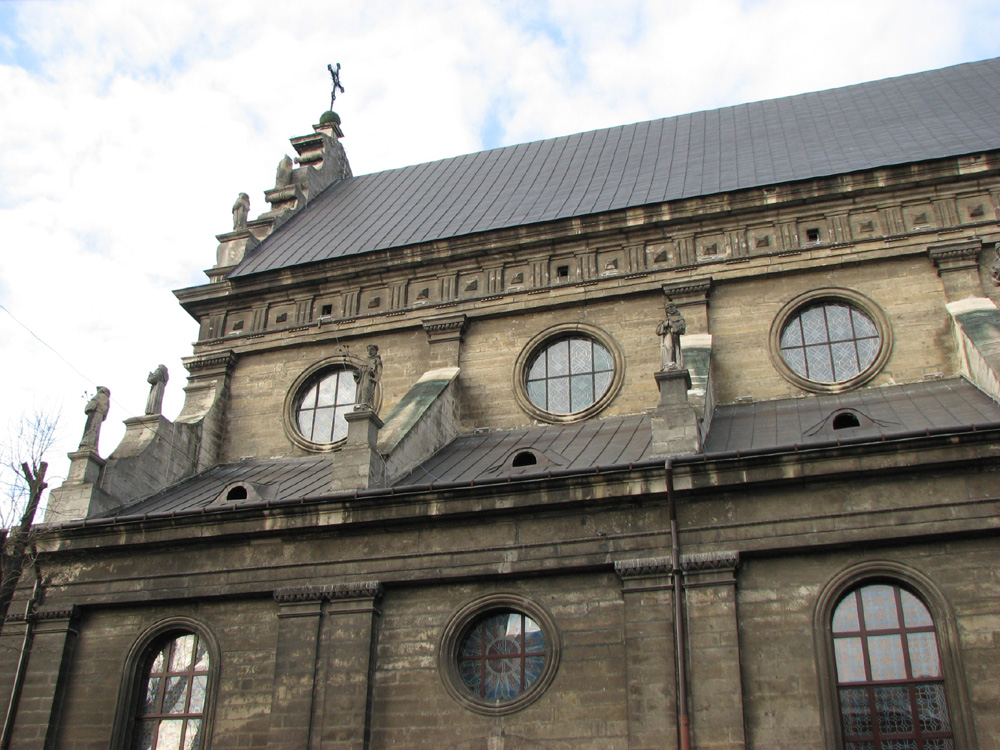
Вигляд храму з південної сторони
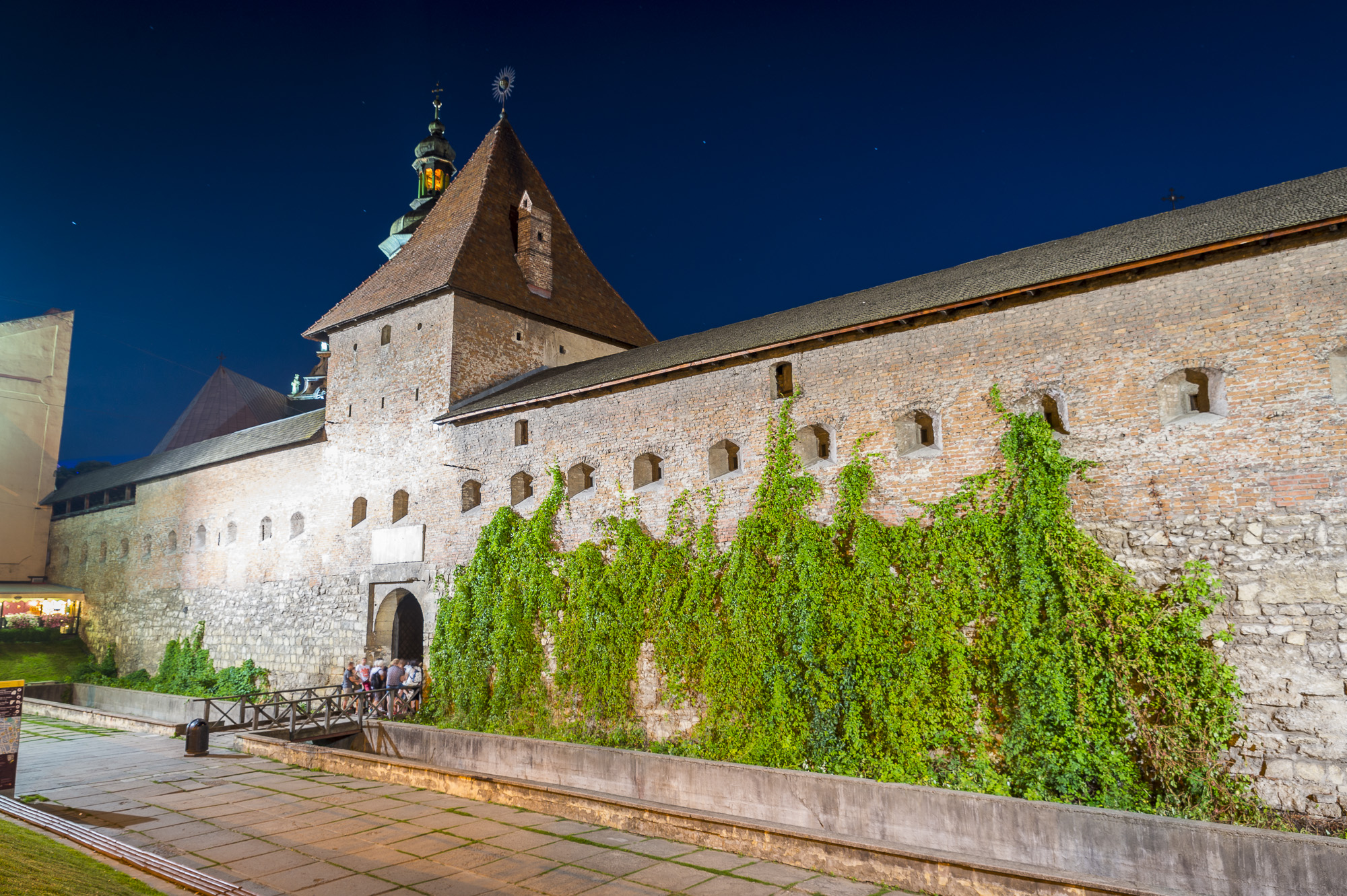
Глинянська вежа
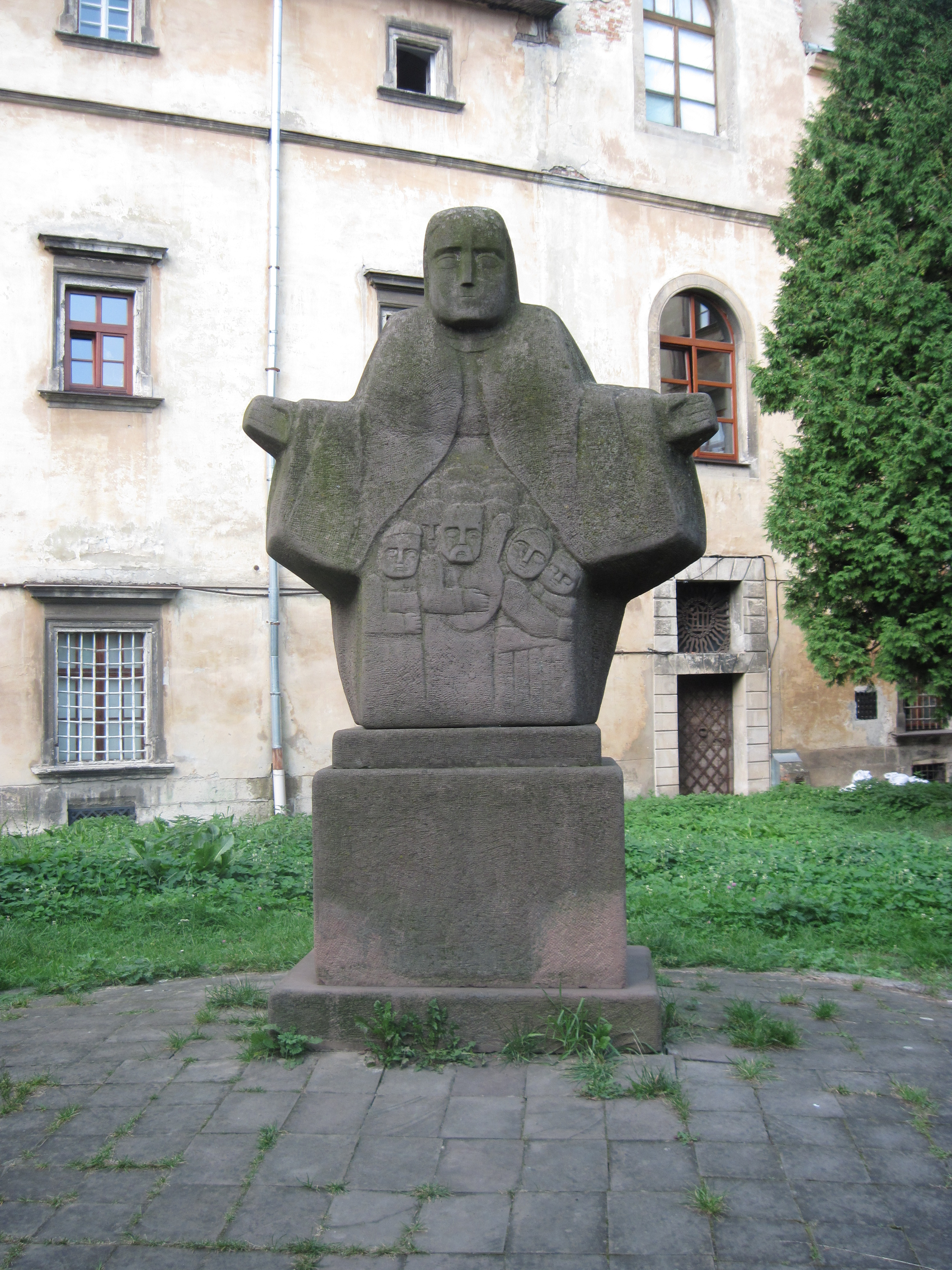
«Баба»
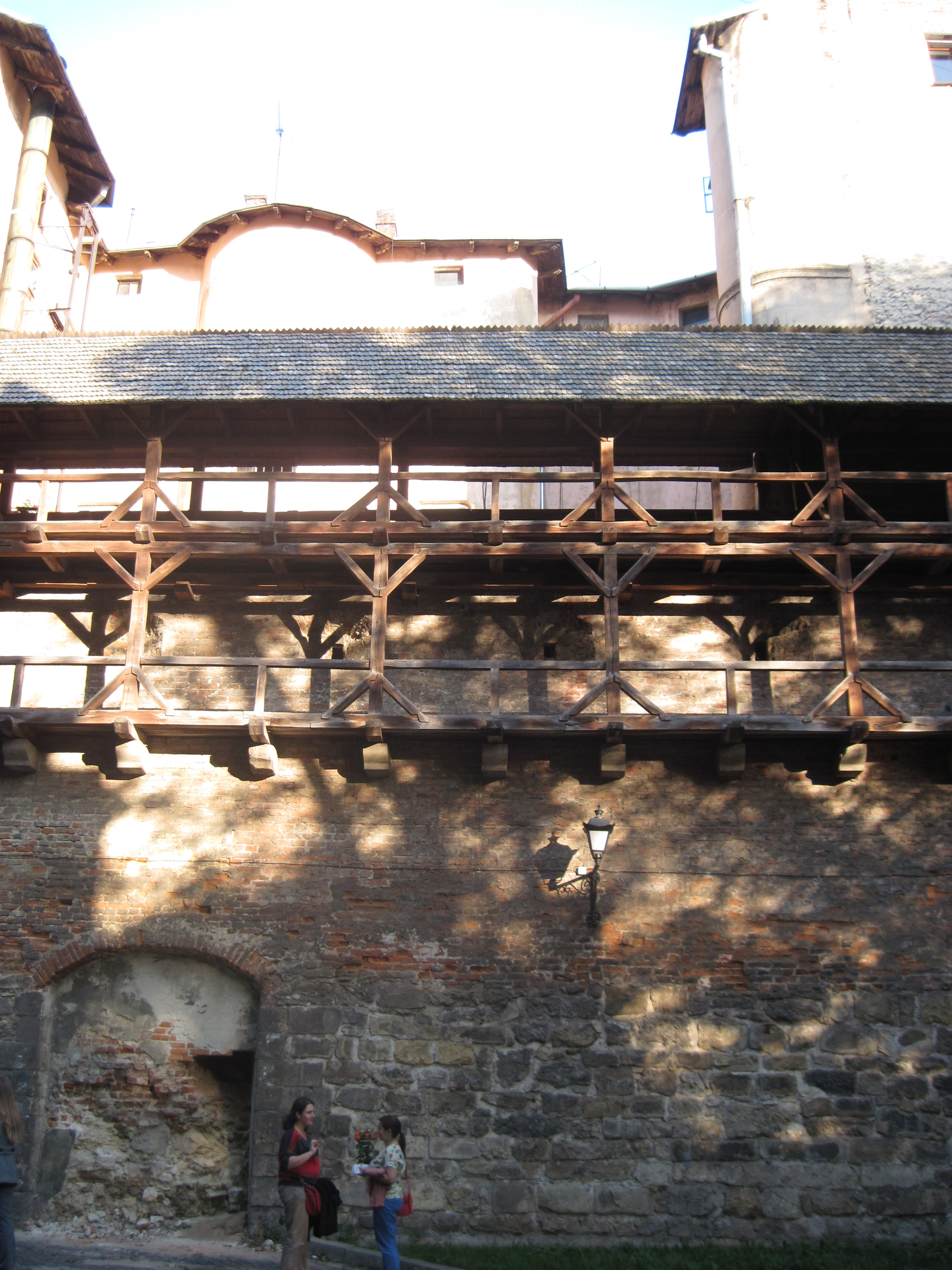
Залишки стін, реконструкція укріплень бернардинів
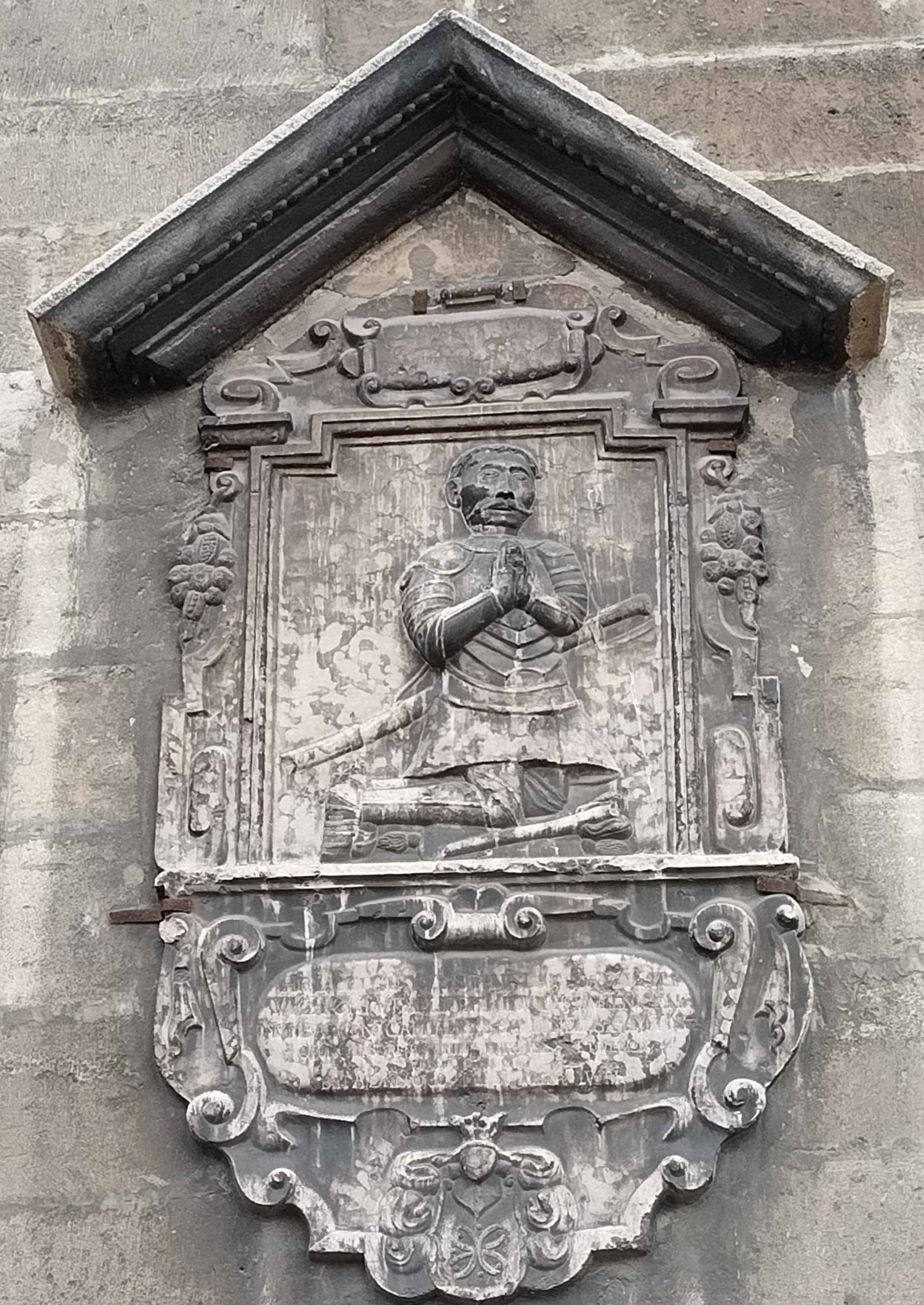
Барельєф на фронтоні
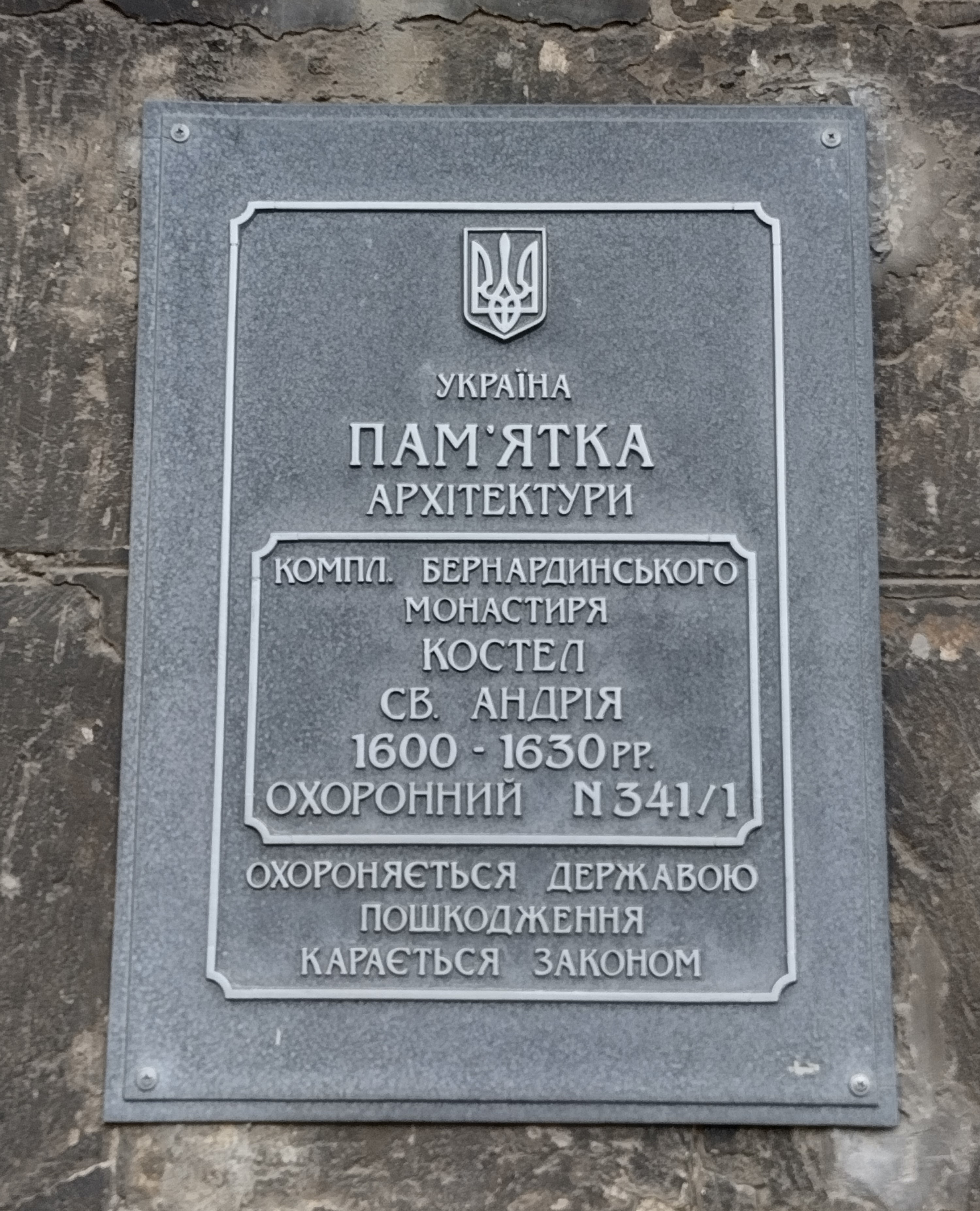
Охоронна дошка